# Història de la ciència-ficció

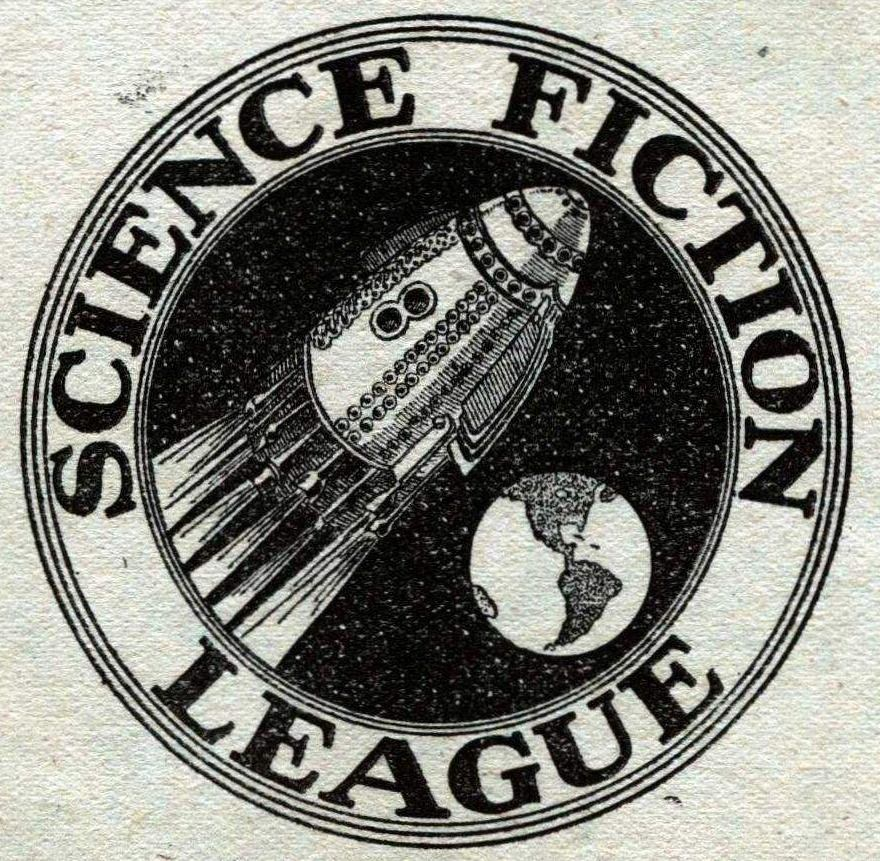
Science Fiction League va ser una de les primeres associacions de fans de ciència-ficció creada el 1934 per Hugo Gernsback al qual se li atribueix la popularitzacio del terme ciència-ficció.

La història de la ciència-ficció ens parla de l'evolució d'un gènere literari de ficció especulativa que sol tractar els efectes o les repercussions dels avenços científics i tecnològics, presents o futurs, en la societat o en els individus, com ara ciència i tecnologia avançades, exploració espacial, viatges en el temps, universos paral·lels i vida extraterrestre.
La diversitat del gènere de la ciència-ficció fa que es qüestioni l'abast dels seus continguts. Aquesta manca de consens es reflecteix en els debats sobre la seva història, sobretot per determinar-ne els orígens exactes. Hi ha dos enfocaments possibles per abordar l'origen del gènere de ciència-ficció. En primer lloc, podem identificar els seus orígens en els relats fantàstics com el que ens ofereix l'Epopeia de Gilgamesh,que ens endinsa en l'ideari de la civilització sumèria que ens exposa les vivències del rei mític Guilgameix d'Uruk. Les primeres versions de text en sumeri ens durien a una època del fins al 2150-2000 aC. Un segon punt de vista argumentaria que la ciència-ficció només seria possible a partir dels segles XVII i principis del XIX, un cop endegada la revolució científica i els principals descobriments en astronomia, física i matemàtiques.
En qualsevol cas, hi ha un consens en adjudicar els inicis de la ciència-ficció, tal com l'entenem avui dia, amb el desenvolupament del segle xx, amb una profunda integració de la ciència i dels invents a la vida quotidiana, que va fomentar un major interès per la literatura que explorava la relació entre tecnologia, societat i individu. L'erudit Robert Scholes anomena la història de la ciència-ficció com "la història de les actituds canviants de la humanitat envers l'espai i el temps ... la història de la nostra creixent comprensió de l'univers i la posició de la nostra espècie en aquest univers". En les darreres dècades, aquest gènere s'ha diversificat i s'ha consolidat fermament amb una influència important en la cultura i el pensament globals.
A partir d'aquest enfocament contemporani amb el qual es constitueix el concepte de ciència-ficció cal destacar a Willliam Wilson com el primer al que se li atribueix aquesta denominació cap el 1851. Però encara era un terme utilitzat de forma molt aïllada. Caldria esperar a Hugo Gernsback quan va incorporar el terme el 1926 a una portada d'una de les revistes de narrativa especulativa mes difoses a la dècada del 1920 als Estats Units: Amazing Stories. Hi ha altres enfocaments que presenten a Forrest J Ackerman,l al que se l atribueix en utilitzar-lo per primer cop el 1954. Fins a aquestes dates les narracions que, en l'actualitat, no dubtem a qualificar de ciència-ficció, rebien diversos noms, com ara «viatges fantàstics», «relats de mons perduts», «utopies», o «novel·les científiques».
A mesura que la ciència-ficció va entrar a la cultura popular, els escriptors i seguidors d'aquest camp van associar el terme amb pel·lícules de Sèrie B de baix pressupost i de pocs continguts tecnològics i científics, així com amb literatura pulp de baixa qualitat. Cap a la dècada de 1970, crítics del camp, com Damon Knight i Terry Carr, feien servir la "ciència-ficció" per distingir el treball piratejat de la ciència-ficció seriosa. Peter Nicholls escriura que SF (CF) és l'abreviatura preferida dins de la comunitat d'escriptors i lectors. Robert Heinlein va trobar fins i tot que la ciència-ficció era insuficient per a certs tipus d'obres d'aquest gènere, i va suggerir que s'utilitzés el terme ficció especulativa per a aquelles obres més "serioses" o "reflexives".
El canadenc John Clute denomina a aquesta època anterior a l'eclosió del gènere com a proto ciència-ficció.

## Inicis de la ciència-ficció

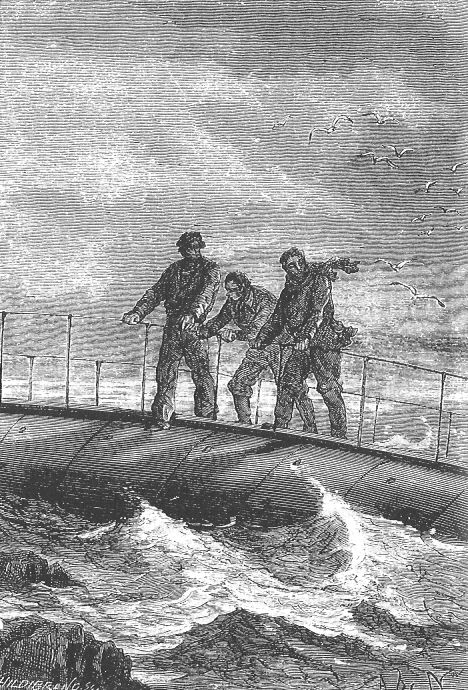
Vint mil llegües de viatge submarí il·lustració de Neuville i Riou 044. Twenty Thousand Leagues Under the Sea és considerada una de les primeres obres de ciència-ficció moderna

### Precursors antics i moderns
Hi ha una sèrie de textos antics i moderns que comprenen diferents relats èpics i poemes que contenen elements fantàstics o "ciència-ficció". No obstant, aquests es van escriure abans de l'aparició de la ciència-ficció com a gènere diferenciat. Aquesta literatura sol incloure elements com un viatge fantàstic a la lluna, o l’ús imaginari de tecnologia avançada. En èpoques llunyanes ja existien imatges fantàstiques en històries com Les Metamorfosi (8 dC) d'Ovidi; en l'anglès antic amb el poema èpic heròic Beowulf (segles 8 a l'11 dC), o el poema èpic germànic del Cant dels Nibelungs (c. 1230). No obstant, la seva relativa manca de referències a la ciència o la tecnologia els acosta més a la fantasia que a la pròpiament coneguda com a ciència-ficció.
Un dels textos més antics, i més freqüentment citats per a aquells que busquen precursors de la ciència-ficció, és l’Epopeia de Gilgamesh, que compta amb les primeres versions de text identificades sobre el 2000 aC dins la civilització messopotàmica. L'autor nord-americà de ciència-ficció Lester del Rey va ser un dels partidaris de l'ús de Gilgamesh com a origen del gènere, argumentant que "la ciència-ficció és precisament tan antiga com la primera ficció gravada. Aquesta és l'epopeia de Gilgamesh ". L'escriptor francès de ciència-ficció Pierre Versins també va argumentar que Gilgamesh va ser la primera obra de ciència-ficció a causa del seu tractament de la raó humana i de la recerca de la immortalitat. A més, Gilgamesh presenta una escena d'inundació que, d'alguna manera, s'assembla a l'obra de ciència-ficció apocalíptica. No obstant això, la manca de ciència o tecnologia explícita en l'obra ha portat alguns a que caldria classificar-la millor com a literatura fantàstica.

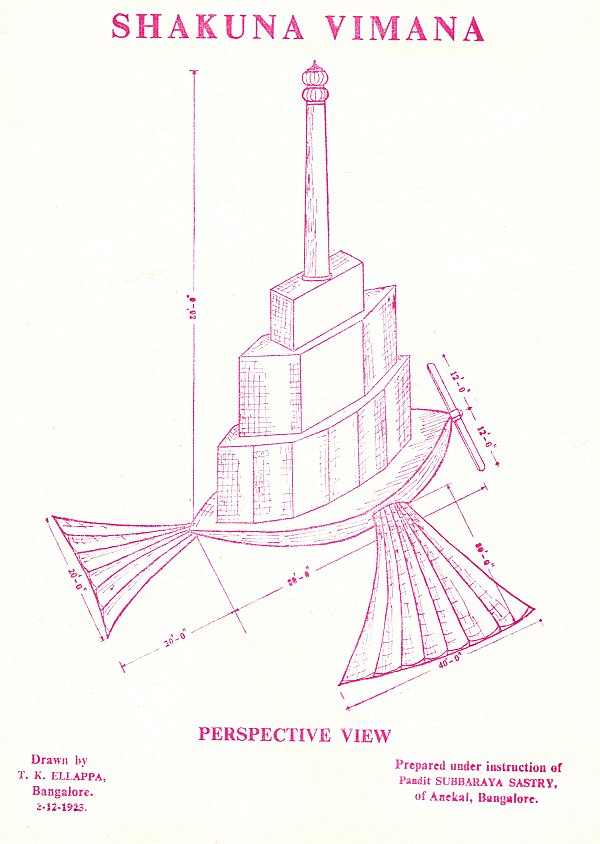
1923 Il·lustració del Shakuna Vimana

La poesia índia antiga, com l’èpica hindú Ramayana (segle V a IV aC), incorpora màquines voladores Vimana capacitades per viatjar a l'espai o sota l’aigua, i destruir ciutats senceres amb armes avançades. Al primer llibre de la col·lecció d'himnes sànscrits Rigveda (1700–1100 aC), hi ha una descripció dels “ocells mecànics” que es veuen “saltant a l'espai ràpidament amb una embarcació que utilitza foc i aigua ... que conté dotze stamghas (pilars)), una roda, tres màquines, 300 pivots i 60 instruments. " L’antiga mitologia hindú, al Mahabharata (segles VIII i IX aC), compta amb la història del rei Kakudmi, que viatja al cel per conèixer el creador Brahma, i queda sorprès en saber que han passat moltes edats quan torna a la Terra, anticipant-se al concepte de viatge en el temps.
El dramaturg en grec antic Aristòfanes disposa de diverses obres que consten d'elements sovint associats al "viatge fantàstic", com els viatges aeri a un altre món. Alguns exemples d'aquests elements els podem trobar a les obres Els núvols (423 aC), Els ocells (414 aC) i La pau.

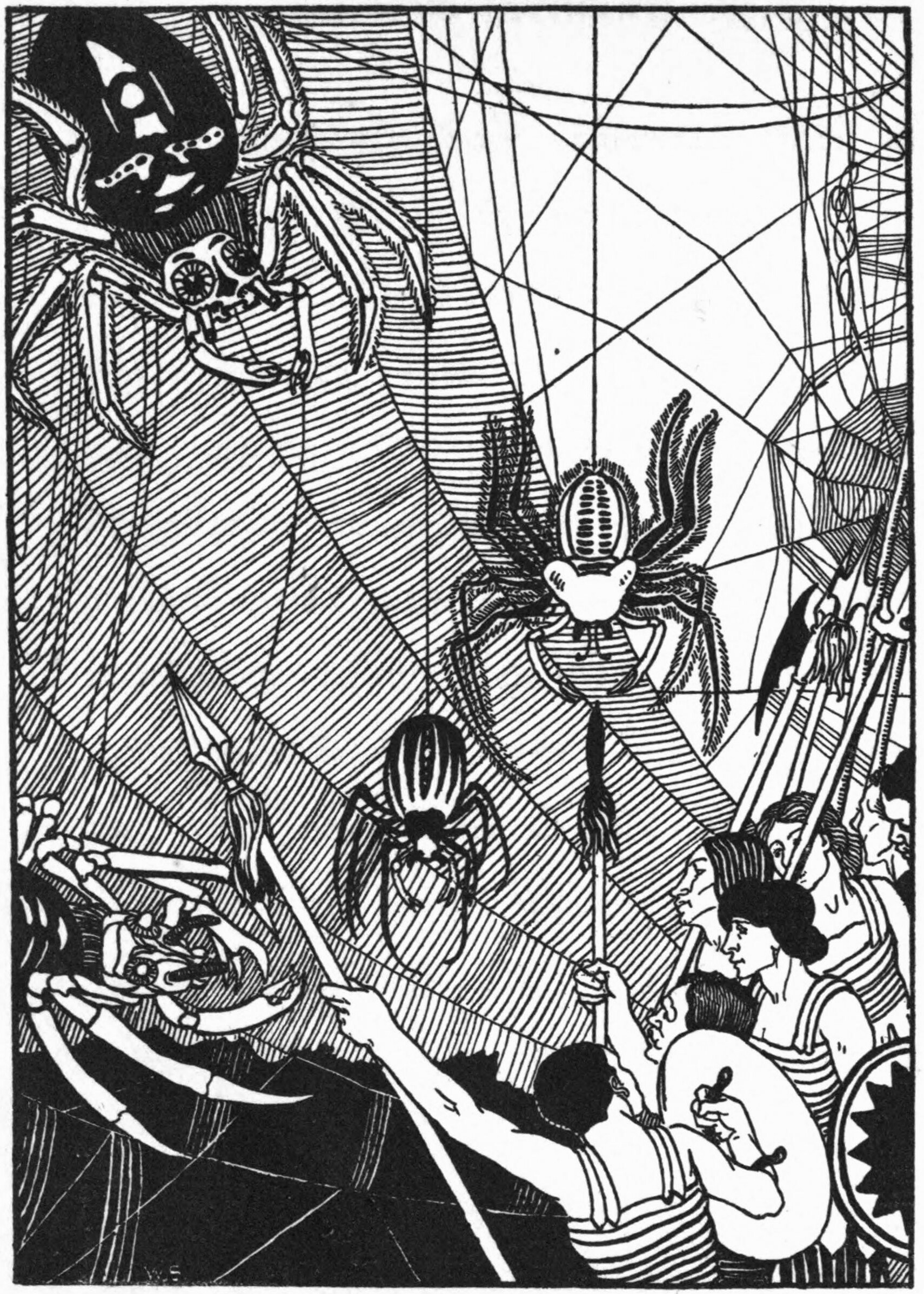
Il·lustració d'Aubrey Beardsley de la batalla de l'aranya gegant interplanetària de Llucià

La sàtira Història verdadera, de l'escriptor greco-sirià Llucià del s.II dC, és un text citat amb freqüència com a antecedent de la ciència-ficció.Hi trobem un viatge a l'espai exterior i converses amb formes de vida extraterrestre, comentaris exagerats, dins el que es pot considerar com a literatura de viatges. Els temes tractats en l'obra La Història verdadera inclouen viatges a l'espai exterior, trobades amb formes de vida alienígenes, guerres interplanetàries i imperialisme galàctic, criatures gegantines, productes de la tecnologia humana, mons fruit dels relats i tradicions orientals, amb un desig explícit del protagonista d’exploració i aventura. En el context d'una batalla interplanetària entre el poble de la Lluna i el poble del Sol. per la lluita pel dret a colonitzar l'estrella del matí, Lucià descriu, balenes de 320 km, aranyes espacials gegants, mars de llet o illes de formatge, i diferents animals mítics. Lyon Sprague de Camp i altres autors argumenten que aquest és un dels primers, si no el primer exemple de ciència-ficció o proto-ciència-ficció. Considera que hi ha una forma explícitament satírica i hiperbòlica, i altres crítics són ambivalents sobre el seu lloc legítim com a precursor de la ciència-ficció. Per exemple, l'anglès Kingsley Amis escriu que "No és ciència-ficció, ja que apila deliberadament extravagància sobre extravagància per efecte còmic",encara que reconeix implícitament el seu caràcter CF en comparar la seva trama amb les òperes espacials de principis del segle XX: "simplement remarqueu que la brillantor i la sofisticació de la Història Veritable fan que es llegeixi com una broma a costa de gairebé tota la ciència-ficció moderna, escrita entre, per exemple, 1910 i 1940 ". El traductor de Llucià, Bryan Reardon, és més explícit i descriu l'obra com "un relat d'un viatge fantàstic: a la lluna, a l'inframón, al ventre d'una balena, etc. En realitat no és ciència-ficció, tot i que de vegades se l’ha anomenat així; no hi ha "ciència" en l'obra. "

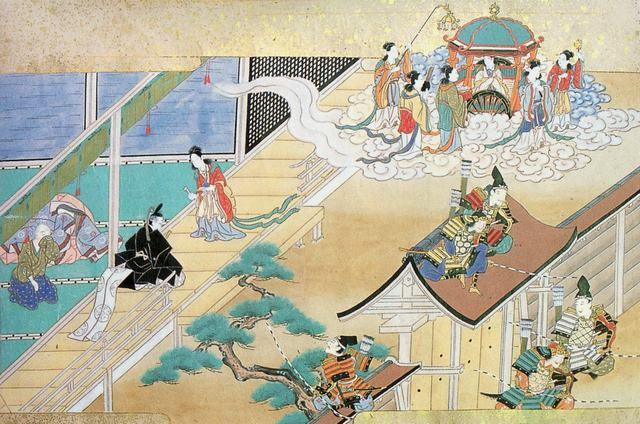
Kaguya-hime tornant a la Lluna a El conte del tallador de bambú

El primer conte japonès d Urashima Tarō planteja un viatge endavant en el temps a un futur llunyà, i la seva trama descriu per primer cop al Nihon Shoki (720). Es tracta d’un jove pescador anomenat Urashima Taro que visita un palau submarí i s'hi queda tres dies. Després de tornar a casa al seu poble, es troba que han passat tres-cents anys en el futur. Ell ha estat ja oblidat, la seva casa en runes i la seva família morta. La narrativa japonesa del segle X El conte del tallador de bambú també es pot considerar com a proto-ciència-ficció. El protagonista de la història, Kaguya- Hime, és una princesa de la Lluna que és enviada a la Terra per la seva seguretat durant una guerra celestial, i és criada per un tallador de bambú al Japó. Posteriorment, la seva autèntica família extraterrestre la torna a portar a la Lluna. Una il·lustració manuscrita representa una màquina voladora rodona similar a un plat volador.

### Les mil i una nits
Diverses històries de Les mil i una nits (nits àrabs, segles VIII-X dC) també inclouen elements de ciència-ficció. Un exemple és Les aventures de Bulukiya, on la recerca del protagonista Bulukiya per l'elixir de la vida el porta a explorar els mars, viatjar al jardí de l'Edèn i al Jahannam. I també a viatjar a través del cosmos a diferents mons, anticipant elements de ciència-ficció galàctica;. Al llarg del camí, es troba amb societats de Jinns, sirenes, serps parlants , arbres parlants i altres formes de vida.

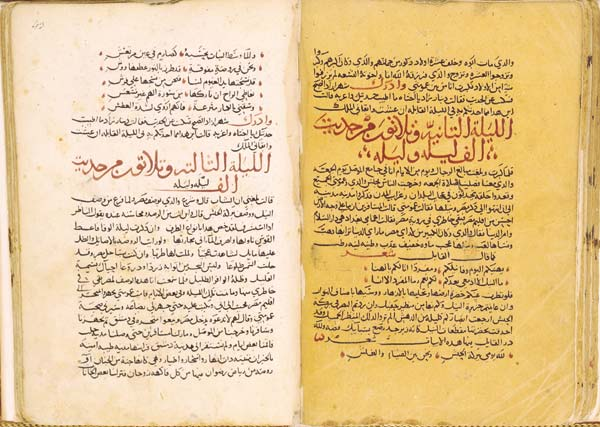
Manuscrit àrab de Les mil i una nits

En Abdullah el pescador i Abdullah el tritó, el protagonista obté la capacitat de respirar sota l'aigua, i descobreix una societat submarina que es representa com un reflex invertit de la societat a la terra, i on la societat aquàtica segueix una forma de comunisme primitiu on els conceptes com els diners i la roba no existeixen.
Altres contes de les Mil i una nits tracten sobre tecnologies avançades perdudes en el temps, i civilitzacions antigues avançades que van sucumbir, i catàstrofes que les van desbordar."A La ciutat de llautó un grup de viatgers van en una expedició arqueològica a través del Sàhara per trobar una antiga ciutat perduda, intentant recuperar un vaixell de coure que Salomó va utilitzar una vegada per atrapar un genet. Al llarg del camí, troben una reina momificada, habitants petrificats robots humanoides i autòmats, marionetes seductores ballant sense cordes, i un cavaller robot de llautó que dirigeix la festa cap a l'antiga ciutat.
La història El cavall de marfil presenta un robot en forma de cavall mecànic volador controlat mitjançant claus que podrien volar cap a l'espai exterior i cap al Sol, mentre que el Tercer conte de Qalandariyya també inclou un robot amb la forma d’un estrany mariner.Així doncs La ciutat de llautó i "El cavall de marfil es poden considerar entre els primers exemples de proto-ciència-ficció. Altres exemples de proto-ciència-ficció àrab antiga la trobem en l'obra d''Al-Farabi "Opinions sobre els residents d'una ciutat esplèndida" sobre una societat utòpica i alguns elements de les Mil i una nits com la catifa voladora.

### Altra literatura medieval
Segons Al-Roubi, els dos darrers capítols de la novel·la teològica àrab Fādil ibn Nātiq (ca 1270), coneguda també com a Theologus Autodidactus, de l'escriptor polimat àrab Ibn an-Nafis (1213 – 1288) es poden descriure com a ciència-ficció. Aquesta novel·la teològica tracta de diversos elements de ciència-ficció com la generació espontània, la futurologia, els temes apocalíptics, l’ escatologia, la resurrecció i el més enllà. Però en lloc de donar explicacions sobrenaturals o mitològiques a aquests esdeveniments, Ibn al-Nafis va intentar explicar-ho amb arguments basant-se en suposats coneixements científics en anatomia, biologia, fisiologia, astronomia, cosmologia i geologia. Per exemple, a través de la novel·la ibn al-Nafis introdueix la seva teoria científica del metabolisme i fa referències al seu propi descobriment científic de la circulació pulmonar per explicar la resurrecció corporal.
Les invencions tecnològiques són alhora abundants en el Romanç d'Alexandre. A la Confessio Amantis de John Gower, Alexandre el Gran construeix una màquina voladora lligant dos grius a una plataforma i penjant carn sobre ells en un pal. Aquesta aventura només s'acaba amb la intervenció directa de Déu, que destrueix l’aparell i torna a llençar Alexandre a terra. Aquest fet, no impedeix al llegendari Alexander, que procedeixi a construir un gegantí orb de vidre que utilitza per viatjar sota l'aigua. Allà veurà meravelles extraordinàries que finalment superaran la seva comprensió.
Estats semblants a l'animació suspesa també apareixen en novel·les medievals, com la Histora Destructionis Troiae i la Romanç d'Enees. En el primer, el rei Príam té el cos de l'heroi Hèctor enterrat en una xarxa de tubs daurats que li travessen el cos. A través d’aquests tubs corre el bàlsam fluid semi-llegendari que aleshores tenia la fama de poder preservar la vida. Aquest fluid va mantenir el cadàver d’Hèctor conservat com si encara estigués viu, mantenint-lo en un estat vegetatiu persistent durant el qual continua un procés de sistema nerviós autònom com el creixement del pèl facial.

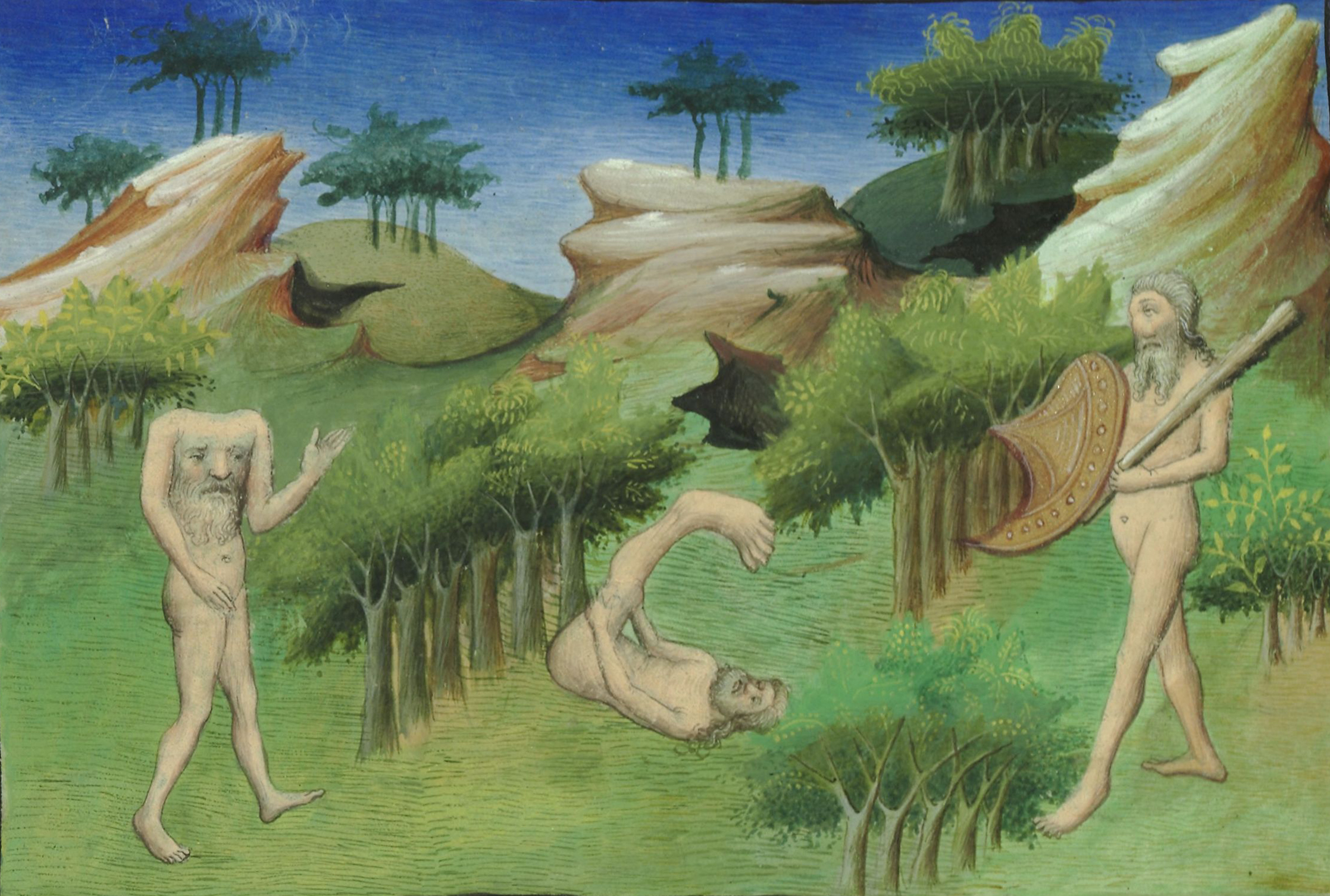
Llibre de les meravelles de John Mandelville, manuscrit de París, Bibliothèque nationale, fr. 2810, fol. 29v (detall), que mostra un home sense cap amb la cara al pit (Blèmies), un esciàpode d'un peu a l'esquena i un ciclop que porta una porra i un escut.

Els límits entre la ficció medieval amb components científics i la ciència medieval son en molts casos difusos. En obres com la de Geoffrey Chaucer "La Casa de la Fama",el seu propietari descriu la casa natural del so com arrencada de l'aire, cap al qual finalment s'atrau tot el so. Igualment la casa natural de la Terra atraurà la terra. Les narracions de viatges medievals sovint contenien temes i elements de ciència-ficció. Treballs com els viatges de John Mandeville incorporen autòmats, espècies i subespècies alternatives d'éssers humans, com el cinocèfal i gegants, i informació sobre la reproducció sexual dels diamants. Tanmateix, els viatges de Mandeville i altres narracions de viatges del seu gènere barregen coneixements geogràfics reals amb altres que ara se sap que són ficticis i, per tant, seria difícil distingir quines porcions s'haurien de considerar de ciència-ficció o s'haurien percebut com a tals a l’Edat Mitjana.

### Proto-ciència-ficció a la Il·lustració
A partir dels descobriments científics que van caracteritzar la Il·lustració, van començar a prendre forma diversos tipus de literatura a l’Europa del segle XVI. L'obra de ficció i filosofia política del pensador humanista Thomas More, Utopia, del 1516, descriu una illa fictícia els habitants de la qual han perfeccionat tots els aspectes de la seva societat. El nom de la societat va esdevenir un paradigma, donant lloc a la representació d'una Utopia que es difondria en la ciència-ficció posterior per descriure un món aparentment perfecte però, finalment, inabastable o perversament defectuós. La llegenda de Faust (1587) conté un primer prototip de la "història del científic boig".

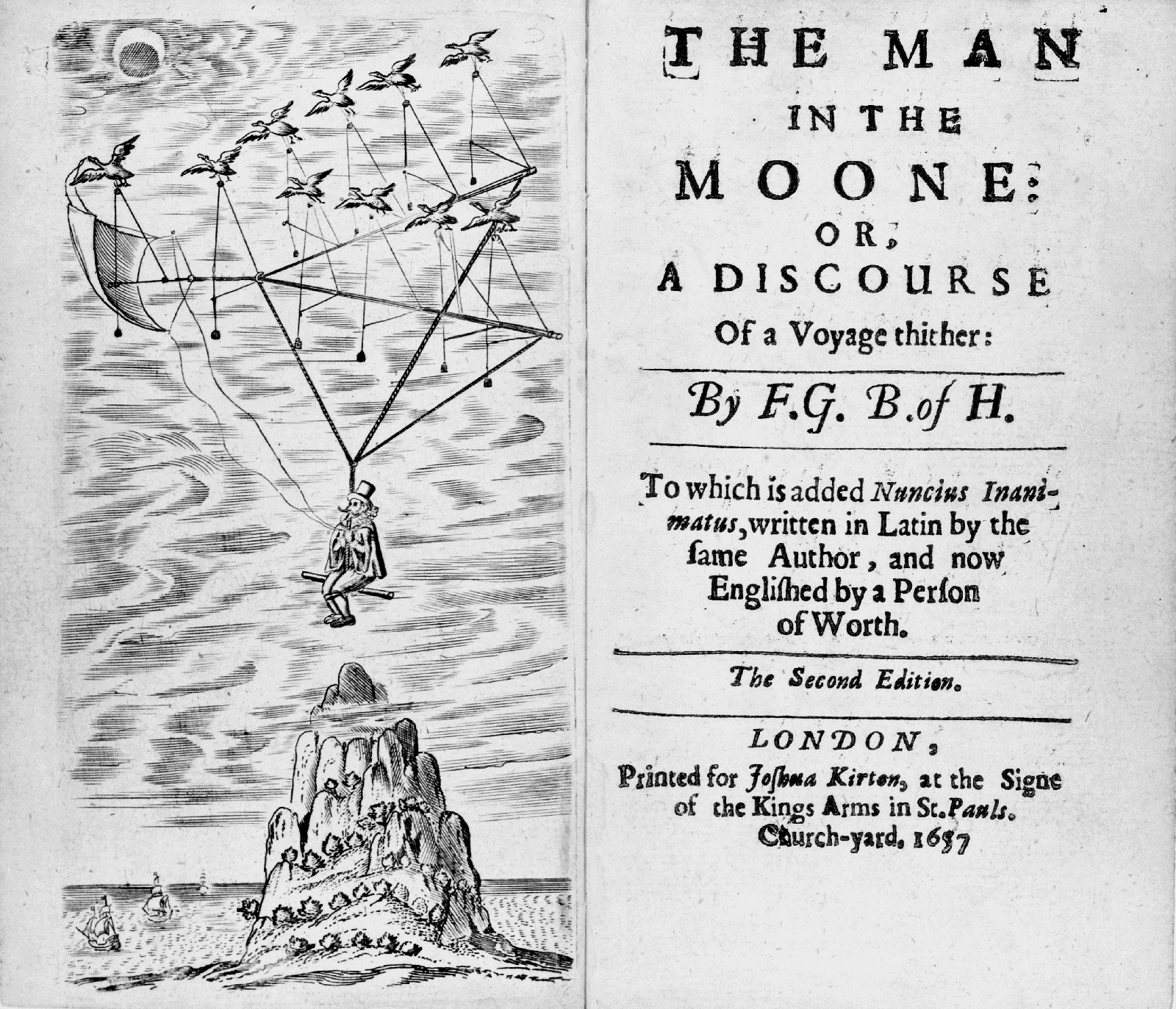
Frontispici i títol de la segona edició de "Man of the Moone" (1657), amb pseudònim "F.G. B. of H." ("Francis Godwin, Bishop of Hereford")

Als segles XVII i XVIII, l'anomenada " Il·lustració " i l'interès generalitzat pel descobriment científic van alimentar la creació de ficció especulativa que anticipava molts dels temes de la ciència-ficció més recent. Es van difondre diverses obres sobre viatges imaginaris a la lluna, primer a Somnium de Johannes Kepler (El somni, 1634), que tant Carl Sagan com Isaac Asimov han anomenat el primer treball de ciència-ficció. De la mateixa manera, alguns identifiquen The Man in the Moone (1638) de Francis Godwin com la primera obra de ciència-ficció en anglès, i Comyr History of the States and Empires of the Moon (1656) de Cyrano de Bergerac. Els viatges espacials també figuren de manera destacada a Micromégas de Voltaire (1752), que també es caracteritza pel suggeriment que les persones d'altres mons poden ser d'alguna manera més avançades que les de la terra.
Altres obres que incorporen elements de proto-ciència-ficció durant la Il·lustració dels segles XVII i XVIII les podem identificar en: La tempesta de Shakespeare (1610–11) que conté un prototip d'història dels "científics bojos". En La Nova Atlàntida de Francis Bacon (1627), s'introdueix la novel·la utòpica amb la descripció d'una terra mítica on el be mes preuat és el coneixement. Més tard, Margaret Cavendish amb The Blazing World (1666), descriurà un món alternatiu trobat a l'Àrtida per una jove noble. Ja en el segle xviii el francès Simon Tyssot de Patot amb A Voyages et aventures de Jacques Massé (1710) s'introdueix el concepte del món perdut.El mateix autor, amb La Vie, Les Aventures i Le Voyage de Groenland du Révérend Père Cordelier Pierre de Mésange (1720) presentarà una Terra intraterrestre. El 1726 Jonathan Swift amb Els viatges de Gulliver (1726) incorpora descripcions de cultures alienes i de "ciència estranya". Samuel Madden en les Memoirs of the Twentieth Century (1733) descriu com un narrador de 1728 exposa una documentació del 1997 al 1998 segons el seu àngel de la guarda. La trama és una reminiscència de les noveles de viatges en el temps. Amb Niels Klim's Underground Travels (1741), de Ludvig Holberg, incorpora de nou el gènere de la Teoria intraterrestre. Louis-Sébastien Mercier amb L'An 2440 (1771) fa un relat predictiu sobre la vida del segle XXV.A La Découverte Australe par un Homme Volant (1781), Nicolas-Edmé Restif de la Bretonne presenta uns invents profètics. I arribem al 1788 quan Giacomo Casanova escriu l'Icosameron, una novel·la en la que de nou s'utilitza la idea intraterrestre.

## Transicions alseglexix

### Shelley i Europa a principis delseglexix

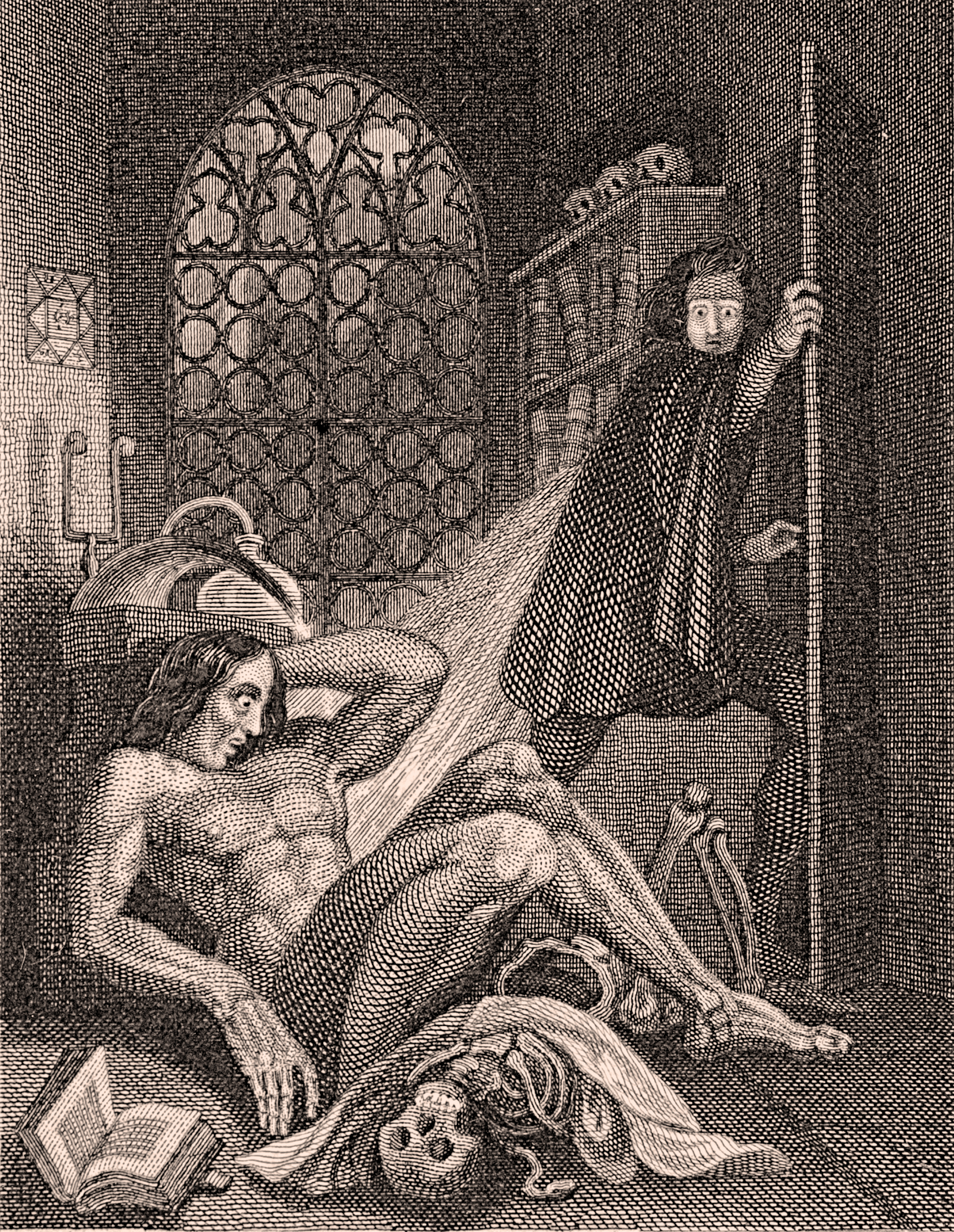
Il·lustració de l'edició de Frankenstein de 1831

El segle xix va experimentar una important acceleració d’aquestes tendències i característiques, que es va veure amb més claredat en la innovadora publicació de Frankenstein de Mary Shelley el 1818. La novel·la curta presenta l'arquetípic "científic boig" que experimenta amb tecnologia avançada. Al seu llibre Billion Year Spree, Brian Aldiss afirma que Frankenstein representa "el primer treball seminal al qual es pot lligar lògicament l'etiqueta SF". També és el primer del subgènere de "científic boig". Tot i que normalment s'associa amb el gènere del terror gòtic, la novel·la introdueix temes de ciència-ficció com l’ús de la tecnologia per a assoliments fora de l’abast de la ciència de l’època i l'estranger com a antagonista, que proporciona una visió de la condició humana des d’una perspectiva exterior. Aldiss argumenta que la ciència-ficció en general deriva les seves convencions de la novel·la gòtica. En el relat curt de Mary Shelley Roger Dodsworth: The Reanimated Englishman (1826) fa reviure un home congelat en gel, en el qual incorpora el tema actual de la criònica a la vegada que exemplifica l'ús que fa Shelley de la ciència com a concepte per conduir les seves històries. També se cita sovint una altra novel·la futurista de Shelley, The Last Man com la primera novel·la de ciència-ficció real.
El 1836 Alexander Veltman va publicar Predki Kalimerosa: Aleksandr Filippovich Makedonskii [Els avantpassats de Kalimeros: Alexandre, fill de Felip de Macedònia], que s'ha anomenat la primera novel·la de ciència-ficció russa original i la primera novel·la que utilitza els viatges en el temps. En ell, el narrador viatja a l’antiga Grècia amb un hipogrif, coneix Aristòtil i fa un viatge amb Alexandre el Gran abans de tornar al segle xix.
Amb la influència de les teories científiques del segle xix, però amb tota seguretat per la idea del progrés humà, Victor Hugo va escriure a La Légende des siècles (1859) un llarg poema en dues parts que es pot veure com una ficció de distopia / utopia, anomenat segle XX. Mostra en una primera escena el cos d’un enorme vaixell trencat, el producte més gran de la humanitat orgullosa i insensata que l’anomenava Leviatan. Vaga per un món desèrtic on bufen els vents i la ira de la natura ferida; la humanitat, finalment reunida i pacificada, s'ha dirigit cap a les estrelles en una nau estel·lar, a buscar i portar la llibertat a la llum.

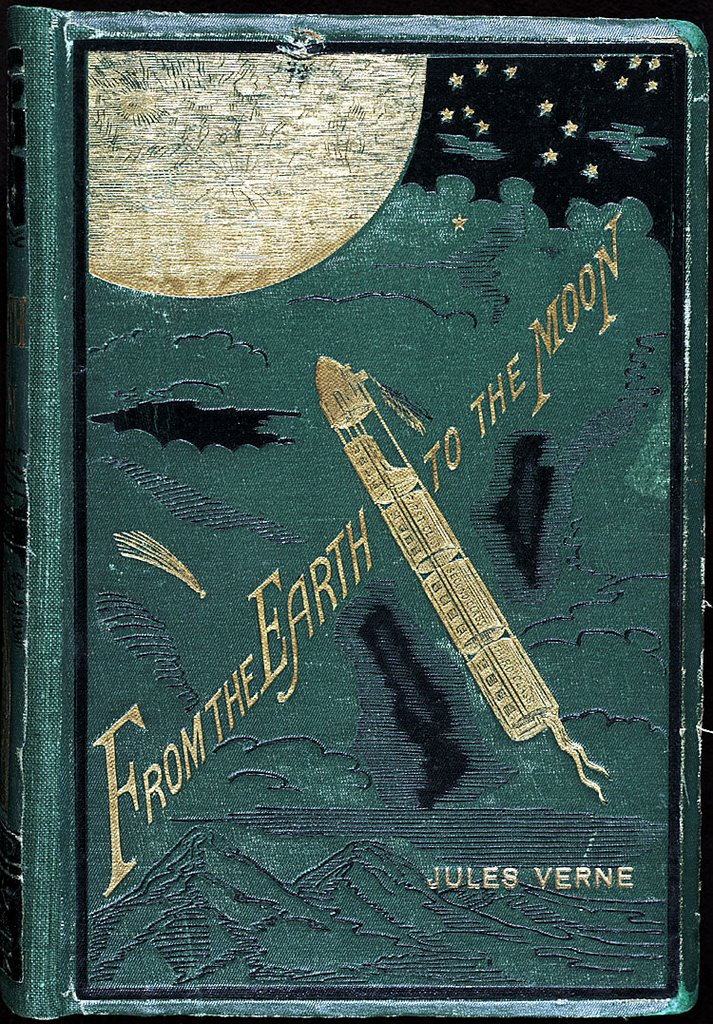
Coberta de l'obra De la Terra a la Lluna de Jules Verne

Altres autors i obres notables de proto-ciència-ficció de principis del segle xix els identifiquem en: Le Dernier Homme (1805) de Jean-Baptiste Cousin de Grainville. Le Roman de l'Avenir (1834) de l'historiador Félix Bodin i Le Monde Tel Qu'il Sera (1846) d'Emile Souvestre. Dues novel·les que intenten predir com serà el segle següent. Jane C. Loudon amb The Mummy (1827), en què Kheops reviu per mitjans científics en un món en crisi política, on la tecnologia ha avançat fins a joies amb flama de gas i cases que migrar sobre rails. Napoleó i la conquesta del món (1836) de Louis Geoffroy, és una història alternativa d’un món conquerit per Napoleó. CI Defontenay amb Star ou Psi de Cassiopée (1854), narra una crònica similar a Olaf Stapledon sobre un món i una civilització alienes. L'autor eslovac Gustáv Reuss, pertanyent a Hongria en aquell moment, escriu Hviezdoveda alebo životopis Krutohlava, co na Zemi, Okolo Mesiaca 1 Slnka skúsil un company o obežniciach, vlasaticiach, pôvode 1 konci Sveta Vedel ("La ciència de les estrelles o la vida d' Krutohlav que va visitar la Lluna i el Sol i va conèixer els planetes, els cometes i el començament i la fi del món ") (1856). En aquest llibre Reuss envia el seu heroi anomenat Krutohlav, un erudit de la regió de Gemer, a la Lluna ... en globus. Quan l’heroi torna, construeix una mena de vaixell interestel·lar semblant a un drac, en el qual els personatges viatgen per tot el Sistema Solar conegut i, finalment, visiten tots els països de la Terra. La Pluralité des Mondes Habités (1862) de l'astrònom Camille Flammarion, especula sobre la vida extraterrestre. The Coming Race (1871) d'Edward Bulwer-Lytton, és una novel·la on el personatge principal descobreix una civilització subterrània molt evolucionada. Els poders parapsicològics reben una explicació lògica i científica, aconseguida mitjançant l'evolució biològica i el progrés tecnològic, en lloc de quelcom màgic o sobrenatural. Amb The Steam Man of the praires (1868) Edward S. Ellis ens descriu les accions d'Ethan Hopkins i Mickey McSquizzle, un "ianqui" i un "irlandès" que es troben amb un home colossal que funciona a vapor a les praderies americanes. Aquest home de vapor va ser construït per Johnny Brainerd, un noi adolescent, que l'utilitza per portar-lo en un carruatge en diverses aventures.

### Verne i Wells

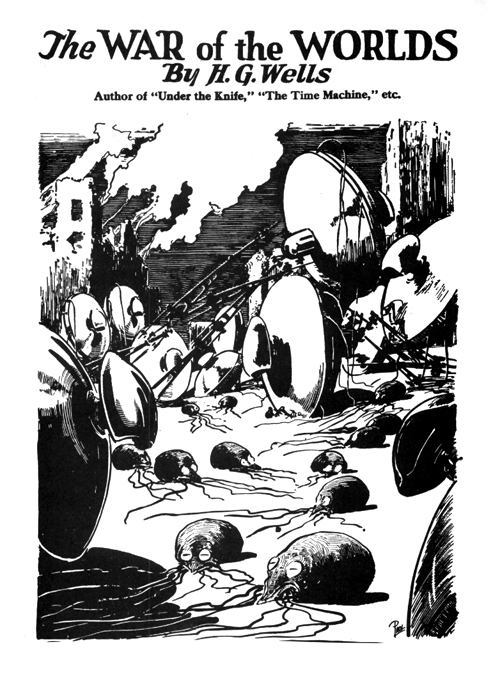
Il·lustració de La guerra dels mons (H.G.Wells) a Amazing Stories (reimpressió 1927), feta per Frank R. Paul

El segell europeu de ciència-ficció pròpiament dit va començar més tard al segle xix amb les novel·les científiques de Jules Verne i les novel·les socialment crítiques de HG Wells, orientades a la ciència. Les històries d’aventures de Verne, entre les quals destaca Viatge al centre de la terra (1864), De la terra a la lluna (1865) i Vint mil llegües de viatge submari (1869), van barrejar una aventura romàntica atrevida amb una tecnologia que estava a l’alçada o lògicament extrapolat al futur. Van ser èxits comercials enormes i van establir que un autor podia fer carrera amb un material tan capritxós. L. Sprague de Camp anomena Verne "el primer novel·lista de ciència-ficció a temps complet del món".
Les històries de Wells, en canvi, utilitzen dispositius de ciència-ficció per fer punts didàctics sobre la seva societat. A La màquina del temps (1895), per exemple, es detallen ràpidament els detalls tècnics de la màquina perquè el viatger del temps pugui explicar una història que critica l'estratificació de la societat anglesa. La història també utilitza l'evolució darwiniana, com antic alumne de Darwin i Huxley, i mostra una consciència del marxisme. A La guerra dels mons (1898), la tecnologia dels marcians no s'explica, com hagués pogut passar en una història de Verne, i la història la resol un deus ex machina, científicament explicada.
Les diferències entre Verne i Wells posen de manifest una tensió que existiria a la ciència-ficció al llarg de la seva història. La qüestió de si presentar una tecnologia realista o centrar-se en personatges i idees ha estat sempre present, així com la de saber explicar una història apassionant o atrevir-se a tenir una motivació didàctica..

### Expansió a finals delseglexix
Wells i Verne van tenir bastants rivals en els primers temps de ciència-ficció. Els contes i novel·les amb temes d’imaginació fantàstica van aparèixer a les revistes de finals del segle xix i moltes d’aquestes van emprar idees científiques com a trampolí per la imaginació. Erewhon és una novel·la de Samuel Butler publicada el 1872 que tracta del concepte de com les màquines podrien arribar a ser conscients i suplantar la raça humana. El 1886 es va publicar la novel·la The Future Eve de l’autor francès Auguste Villiers de l’Isle-Adam, on Thomas Edison construeix una dona artificial. Encara que més conegut per Sherlock Holmes, Arthur Conan Doyle també va escriure inicialment ciència-ficció. En particular utilitzaria el personatge del professor Challenger. Rudyard Kipling va contribuir al gènere a principis del 1900 amb el que John W. Campbell descriu com "el primer escriptor de ciència-ficció moderna".Altres escriptors en aquest període els trobem en la ciència-ficció bengalí. Així Sukumar Ray, i Begum Roqueya, aquesta darrera escriu la primera obra de ciència-ficció feminista coneguda amb el títol Sultana's Dream. Una altra obra feminista de ciència-ficció de l’època va ser Terra d'elles de Charlotte Perkins Gilman. Wells i Verne van tenir una audiència internacional i van influir especialment en els escriptors nord-americans. Aviat va prosperar una ciència-ficció nadiua americana. Els escriptors europeus van trobar més lectors en el mercat americà i escrivint amb estil americanitzat.

### Protocciència-ficció americana a finals delseglexix

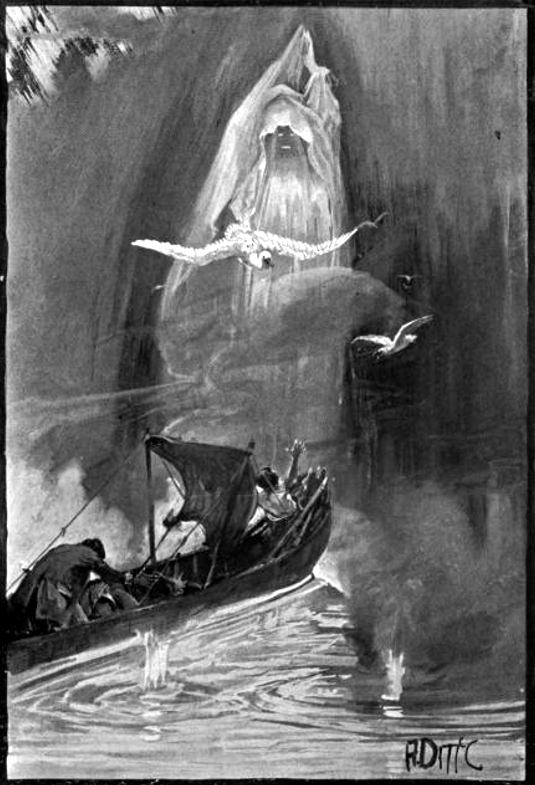
Il·lustració de l'obra d'Edgar Allan Poe The Narrative of Arthur Gordon Pym (1898)

A finals del segle xix, les obres de ciència-ficció per a adults i joves es van multiplicar a Amèrica, tot i que encara no se li va donar el nom de "ciència-ficció". Hi havia elements de ciència-ficció a les històries de Nathaniel Hawthorne i Fitz James O'Brien. Edgar Allan Poe és sovint esmetat amb Verne i Wells com els fundadors de la ciència-ficció. Alguns dels seus contes i la novel·la Les aventures d’Arthur Gordon Pym són de ciència-ficció. El 1835 Edgar Allan Poe va publicar un conte, The Unparalleled Adventure of One Hans Pfaall, en què es relata un vol a la lluna en globus. S'hi descriu el llançament, la construcció de la cabina, les descripcions dels estrats i molts aspectes més científics.
A principis del XIX també cal destacar la història escrita el 1813 pel neerlandès Willem Bilderdijk. En la seva novel·la Kort verhaal van eene aanmerkelijke luchtreis en nieuwe planeetontdekking [Breu relat d’un viatge notable al cel i descobriment d’un nou planeta] Bilderdijk parla d’un europeu que se situa en un país àrab on presumeix que és capaç de construir un globus. que pot aixecar la gent i deixar-la volar per l’aire. Els gasos utilitzats resulten ser molt més poderosos del que s'esperava i al cap d’un temps aterra en un planeta situat entre la terra i la lluna. L'escriptor utilitza la història per retratar una visió general del coneixement científic sobre la lluna en tota mena d’aspectes que permetrien al viatger identificar el planeta. Es poden trobar força semblances a la història que Poe va publicar uns vint anys després.
John Leonard Riddell, professor de química a Nova Orleans, va publicar el relat d' Orrin Lindsay's plan of aerial navigation, with a narrative of his explorations in the higher regions of the atmosphere, and his wolderful voyage round the moon! del 1847. Es un fulletó on explica la història de l’alumne Orrin Lindsay que inventa un aliatge que impedeix l'atracció gravitatòria. En una embarcació esfèrica, deixa la terra i viatja a la lluna. La història conté àlgebra i notes científiques a peu de pàgina, cosa que el converteix en un primer exemple de ciència-ficció dura.
William Henry Rhodes va publicar el 1871 el conte The Case of Summerfield al diari Sacramento Union, introduint les armes de destrucció massiva. Un científic boig i un vilà anomenat Black Bart intentem fer xantatge al món amb una pols de potassi, capaç de destruir el planeta convertint les seves aigües en foc.

Charles Curtis Dail, advocat de Kentucky, va publicar el 1890 la novel·la Willmoth the Wanderer, o L’home de Saturn, on feia viatjar el seu protagonista a través del sistema solar cobrint el seu cos amb un ungüent antigravitatatori.

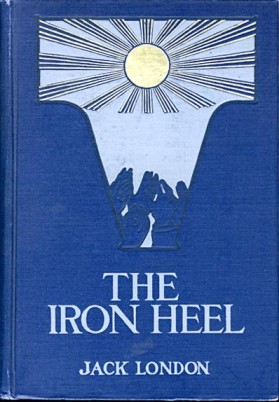
Coberta de "Iron Heel" de Jack London (1908)

El periodista Edward Page Mitchell publicaria els seus innovadors relats de ciència-ficció a The Sun durant més d’una dècada, excepte el seu primer conte publicat a Scribner’s Monthly el 1874. Les seves històries incloïen la invisibilitat, viatges mes ràpids que la llum, la teleportació, el viatge en el temps, la criogènia, la transferència mental, els mutants, els ciborgs i els cervells mecànics.
Una de les obres amb més èxit de la ciència-ficció nord-americana va ser la segona novel·la més venuda als Estats Units al segle XIX: Looking Backward (1888) d'Edward Bellamy, amb una respercusió que s'estengué molt més enllà del camp de la literatura. L'argument extrapola una societat futura basada en l'observació de la societat actual.
El 1894, Will Harben va publicar Land of the Changing Sun, una fantasia distòpica situada al centre de la terra. En el conte de Harben, el nucli de la terra està poblat per una civilització científicament avançada, que viu sota el resplendor d’un sol mecànic.
Mark Twain va explorar temes de ciència a la seva novel·la Un ianqui a la cort del Rei Artús. Mitjançant la "transmigració de les ànimes", la "transposició d'èpoques" - i cossos el personatge de Twain's és transportat enrere en el temps i el seu coneixement de la tecnologia del segle xix amb ell. Escrit el 1889, semblava predir els esdeveniments de la Primera Guerra Mundial, quan les velles idees europees de cavalleria en la guerra van ser destruïdes per noves armes i tàctiques.
L. Frank Baum publica una sèrie de 14 llibres de 1900 a 1920 basada en la Land of Oz que contenia representacions d'armes estranyes: Dorothy and the Wizard in Oz, Glinda of Oz, homes mecànics (Tik-Tok d’Oz) i una sèrie d’invents i dispositius tecnològics encara no revelats, incorporant la primera aparició literària de comunicació a ma sense fils amb Tik-Tok d’Oz.
Jack London va escriure diverses històries de ciència-ficció, incloent " The Red One ", una història que inclou extraterrestres; The Iron Heel, ambientada en el futur des del punt de vista de Londres; i The Unparalleled Invasion,una història relacionada amb la futura guerra biològica i neteja ètnica. També va escriure una història sobre la invisibilitat i una altra sobre una armes d'energia irresistible. Aquestes històries van començar a canviar les característiques de la ciència-ficció.
Edward Everett Hale va escriure The Brick Moon, una novel·la inspirada en Verne que va ser la primera obra que va descriure un satèl·lit artificial. Escrita amb el mateix estil que la seva altra obra, utilitza un realisme pseudoperiodista per explicar una història d’aventures amb poca base a la realitat.

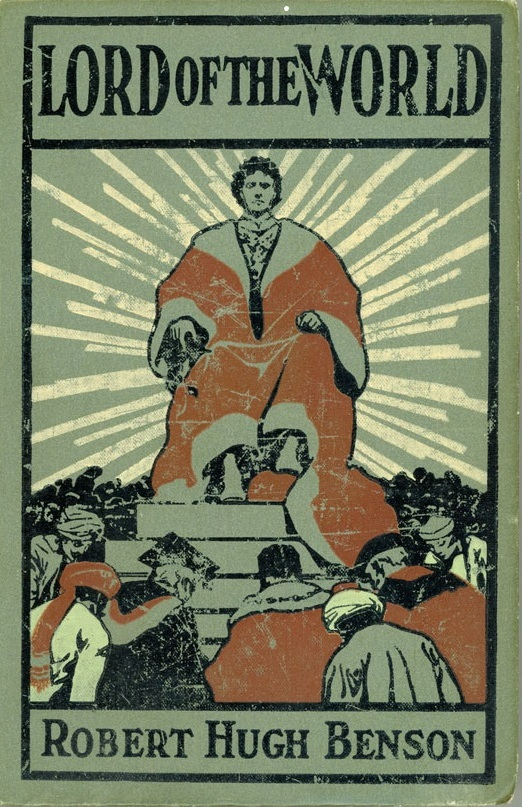
Coberta original deLord of the World (1907) de Robert Hugh Benson

Edgar Rice Burroughs (1875 – 1950) va començar a escriure ciència-ficció per a revistes pulp just abans de la Primera Guerra Mundial, publicant el seu primer conte sota les llunes de Mart el 1912. Va continuar publicant històries d’aventures, moltes d’elles de ciència-ficció, durant la resta de la seva vida. La literatura pulp presentava històries d’aventures de tota mena. Les històries de ciència-ficció havien d’encaixar al costat del gènere policiac, terror, fantasia i el propi Tarzan d'Edgar Rice Burroughs.

## Principis del segle XX
Després de Wells i Verne van seguir figures com Olaf Stapledon (1886-1950), amb le següents obres principals: Last and First Men (1930), Odd John (1935), Star Maker (1937) i Sirius (1944), que van introduir una infinitat d’idees que els escriptors futurs adoptarien a partir de llavors. També J.-H. Rosny aîné, nascut a Bèlgica, pare de la ciència-ficció francesa "moderna", va escriure el clàssic Les Xipehuz (1887) i La Mort de la Terre (1910). Tanmateix, als anys vint i trenta Robert Hugh Benson va escriure una de les primeres distopies modernes, Lord of the World (1907) marcant una tendència en el gènere.
Les contribucions de Rudyard Kipling a la ciència-ficció van més enllà del seu impacte directe a principis del segle xx. Les històries del Aerial Board of Control i la seva crítica a l'exèrcit britànic, The Army of a Dream, eren molt actuals i van influir fortament en autors com John W. Campbell i Robert Anson Heinlein. Aquest darrer va escriure una novel·la, Starship Troopers, que conté tots els elements de The Army, i l’ Stranger in a Strange Land, comparable amb El llibre de la selva, amb el nen humà criat pels marcians en lloc dels llops La tècnica d'exposició indirecta de Heinlein apareix per primera vegada a l'escriptura de Kipling. Heinlein, que va influenciar tota la ciència-ficció des de la dècada de 1930, també se l'ha identificat sota la influència de George Bernard Shaw, el treball més llarg del qual Back to Methuselah (1921) era en si mateix ciència-ficció.

### Naixement de la literatura pulp

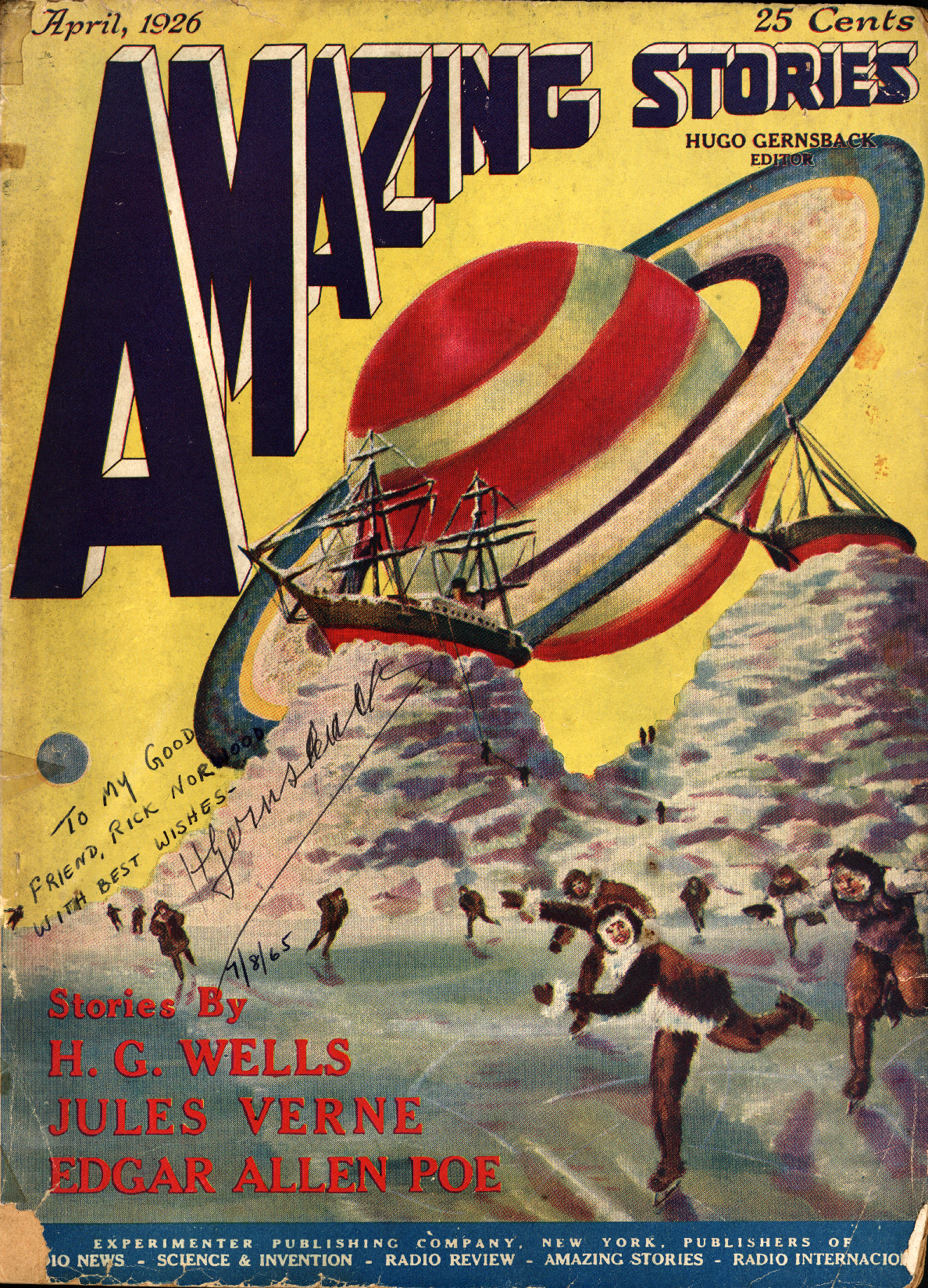
Coberta dAmazing Stories, April 1926. Volume 1, Number 1

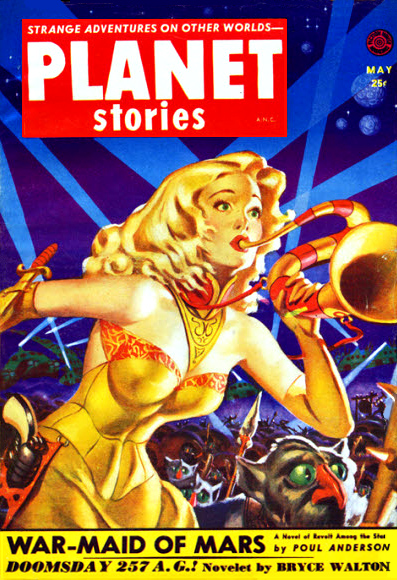
Coberta de Planet Stories, Maog 1952. il·lustrat per Allen Anderson.

El desenvolupament de la ciència-ficció nord-americana com a gènere autoconscient data en part del 1926, quan Hugo Gernsback va fundar la revista Amazing Stories, dedicada exclusivament a les històries de ciència-ficció. Tot i que abans s'havien publicat revistes de ciència-ficció a Suècia i Alemanya, Amazing Stories va ser la primera revista en anglès que va publicar únicament ciència-ficció. Se l'ha destacat per haver escollit el terme variant scientifiction per descriure aquest gènere incipient. Així, es pensa que l'etapa del desenvolupament del gènere, el seu nom i el terme “scientifiction” estan indissolublement lligats. Tot i que Gernsback va animar històries amb realisme científic per educar els seus lectors sobre els fonaments de la ciència i tècnica, aquestes històries compartien les pàgines amb històries emocionants amb poca base a la realitat. Gran part del que Gernsback va publicar es va referir a "ficció de gadgets", sobre el que passa quan algú fa una invenció tecnològica. Aquestes històries publicades en les revistes pulp van tenir un èxit creixent amb una percepció de literatura sensacionalista. No obstant això, una revista dedicada completament a la ciència-ficció va suposar un gran impuls per a la consciència pública sobre la història de l'especulació científica. Amazing Stories va competir amb diverses altres revistes pulp, com Weird Tales, que publicava principalment històries fantàstiques, Astounding Stories i Wonder Stories, al llarg dels anys trenta. Va ser a l’època de Gernsback que va sorgir l'afició a la ciència-ficció a través de les columnes a "Cartes a l'editor " d' Amazing i els seus competidors. L'agost de 1928, Amazing Stories va publicar Skylark of Space i Armageddon el 2419 dC, mentre que Weird Tales va publicar Crashing Suns d' Edmond Hamilton, tot representant el naixement de l'òpera espacial: històries melodràmatiques i sentimentals en el marc de l'espai.

Pòster de la pel·lícula Metròpolis (1927) de Fritz Lang

La pel·lícula Metropolis (1927) de Fritz Lang, en la qual es va veure el primer robot humanoide cinematogràfic, i el gust dels futuristes italians per les màquines són indicatius tant de les esperances com de les pors del món entre les guerres mundials. Metropolis va ser una pel·lícula d’èxit, i la seva estètica inspirada en l'art-deco es va convertir durant un temps en l'estètica guia de la literatura pulp de ciència-ficció.

### Escriptura modernista
La Primera Guerra Mundial va tenir un fort impacte en la literatura porsterior. Als anys vint i trenta, escriptors totalment aliens a la ciència-ficció exploraven noves formes per explicar una història i diferents maneres de tractar el temps, l’ espai i l’ experiència en la forma narrativa. Les obres publicades a títol pòstum de Franz Kafka, mort el 1924, i les d’escriptors modernistes com James Joyce, TS Eliot, Virginia Woolf, presentaven històries en què el temps i la identitat individual es podrien ampliar, contraure, enllaçar i distorsionar. Tot i que aquestes obres no estava relacionada amb la ciència-ficció com a gènere, si que tractaven l’impacte de la modernitat (tecnologia, ciència i canvi) en la vida de les persones. Dècades més tard, durant el moviment New Wave, algunes tècniques literàries modernistes van entrar en ciència-ficció.
Les obres teatrals del dramaturg txec Karel Čapek The Makropulos Affair, RUR, La vida dels insectes i la novel·la La guerra de les salamandres van ser literatura modernista que va inventar importants motius de ciència-ficció. RUR en particular es destaca per introduir la paraula robot al vocabulari del món.
L’alienació, l'estranyament de l'entorn familiar eren temes cabdals de l'escriptura modenista. La normalitat en espais i comportaments es veien com si fossin les pràctiques aparentment estranyes d’una cultura alienígena. Sovint, el públic del teatre modernista, o el lector de novel·les modernes es qüestiona tota la seva realitat
Al mateix temps, es va començar a desenvolupar una tradició de novel·les de ciència-ficció més literàries, que tractava amb una dissonància entre les condicions utòpiques percebudes i l'expressió completa dels desitjos humans: la novel·la distòpica. Son obres en les quals els personatges viuen en una societat que tot i pretendre ser feliç, fa patir als seus ciutadans fins a límits insospitats. Durant algun temps la crítica literàra va oblidar aquestes obres i autors, però en realitat va tenir una gran incidència en l'evolució de la ciència-ficció. Algunes de les mes rellevants son Ralph 124C 41+' (1911) d'Hugo Gernsback, o la novel·la de Yevgeny Zamyatin, Nosaltres (1920), on es mostra un intent totalitari de crear una utopia que doni lloc a un estat distòpic en el que es perd el lliure albir. Aldous Huxley va salvar la bretxa entre l'establiment literari i el món de la ciència-ficció amb Un món feliç (1932), retrat irònic d'una societat estable i aparentment feliç construïda pel domini humà de la manipulació genètica.

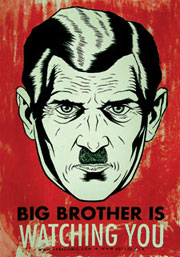
Gran Germà, creat per Frederic Guimont, personatge de 1984 de George Orwell.

A finals dels anys 30, John W. Campbell es va convertir en editor de l'Analog Science Fictionk and Fact, i una massa crítica de nous escriptors va sorgir a la ciutat de Nova York en un grup de fans de ciència-ficció. Molts d'aquests aviat es convertirien en escriptors professionals, coneguts com a Futurians, amb figures com Isaac Asimov, Damon Knight, Donald A. Wollheim, Frederik Pohl, James Blish, o Judith Merril entre d'altres. Durant aquest període trobem també escriptors rellevants en Robert A. Heinlein, Arthur C. Clarke i Alfred Elton van Vogt. La direcció de Campbell a "Analog" es considera l'inici de l'Edat d'Or de la ciència-ficció, caracteritzat per històries de ciència-ficció dura que celebren els èxits i el progrés científic. Això va durar fins als avenços tecnològics de la postguerra amb noves revistes com Galaxy dirigida per HL Gold i que el va rellevar Frederk Pohl com a editor, i una nova generació d'escriptors van començar a escriure històries fora del mode Campbell.
George Orwell va escriure potser les distopies literàries més ben valorades, 1984, al 1948. Preveu un règim totalitari governat tecnològicament que domini la societat mitjançant un control total de la informació. La novel·la introdueix el concepte del Gran Germà, un líder omnipresent, que tot ho veu i controla a través de monitors situats a totes les habitacions; l'Habitació 101, la Policia del Pensament i la novaparla.
Fahrenheit 451 de Ray Bradbury, The Dispossessed: An Ambiguous Utopia, d'Ursula K. Le Guin,juntament amb bona part de l'obra de Kurt Vonnegut i altres obres de ciència-ficció posteriors continuen aquest diàleg entre utopia i distopia.

### Impacte de la ciència-ficció en el públic
L'obra The Mercury Theatre on the Air d'Orson Welles va tenir una versió radiofònica amb «La guerra dels mons» que, segons la llegenda urbana, moltes persones van entrar en pànic a un al creure que el programa era un informatiu autèntic. Tanmateix, hi ha dubtes sobre quantes anècdotes de pànic massiu van tenir algun reflex a la realitat, i el mite pot haver-se originat entre els diaris, gelosos de la ràdio com a nou mitjà de comunicació de masses. Però indiscutiblement, la idea de visitants o invasors de l'espai exterior es va incrustar en la consciència de la població corrent.
Durant la Segona Guerra Mundial, els planificadors militars nord-americans van estudiar ciència-ficció per obtenir idees. Els britànics van fer el mateix, i també van demanar als autors que presentessin idees extravagants que el govern va filtrar com a plans reals. Els pilots especulaven sobre els orígens dels " Foo fighters " que veien al seu voltant en l'aire. Mentrestant, els alemanys havien desenvolupat bombes voladores conegudes com a V1s i V2s que recordaven els "coets" sempre presents a la literatura pulp de ciència-ficció, presagiant el vol espacial. Es van desenvolupar avions a reacció i les armes nuclears. " Deadline ", una breu història de Cleve Cartmill sobre un projecte fictici de bomba atòmica, va motivar lque l'FBI visités visitar les oficines de l'Analog Science Fiction and Fact .
Asimov va dir que "els bombardejos atòmics d'Hiroshima i Nagasaki del 1945 van fer que la ciència-ficció fos respectada. Un cop es va produir l’horror a Hiroshima, tothom va poder veure que els escriptors de ciència-ficció no eren merament somiadors i pirates, i que molts dels motius d’aquesta classe de literatura formaven part permanentment dels titulars dels diaris ". Amb la història de l'incident OVNI de Roswell a Roswell (Nou Mèxic) el 1947, la ciència-ficció ja s'havia convertit en un folklore modern.

## L'Edat d'Or

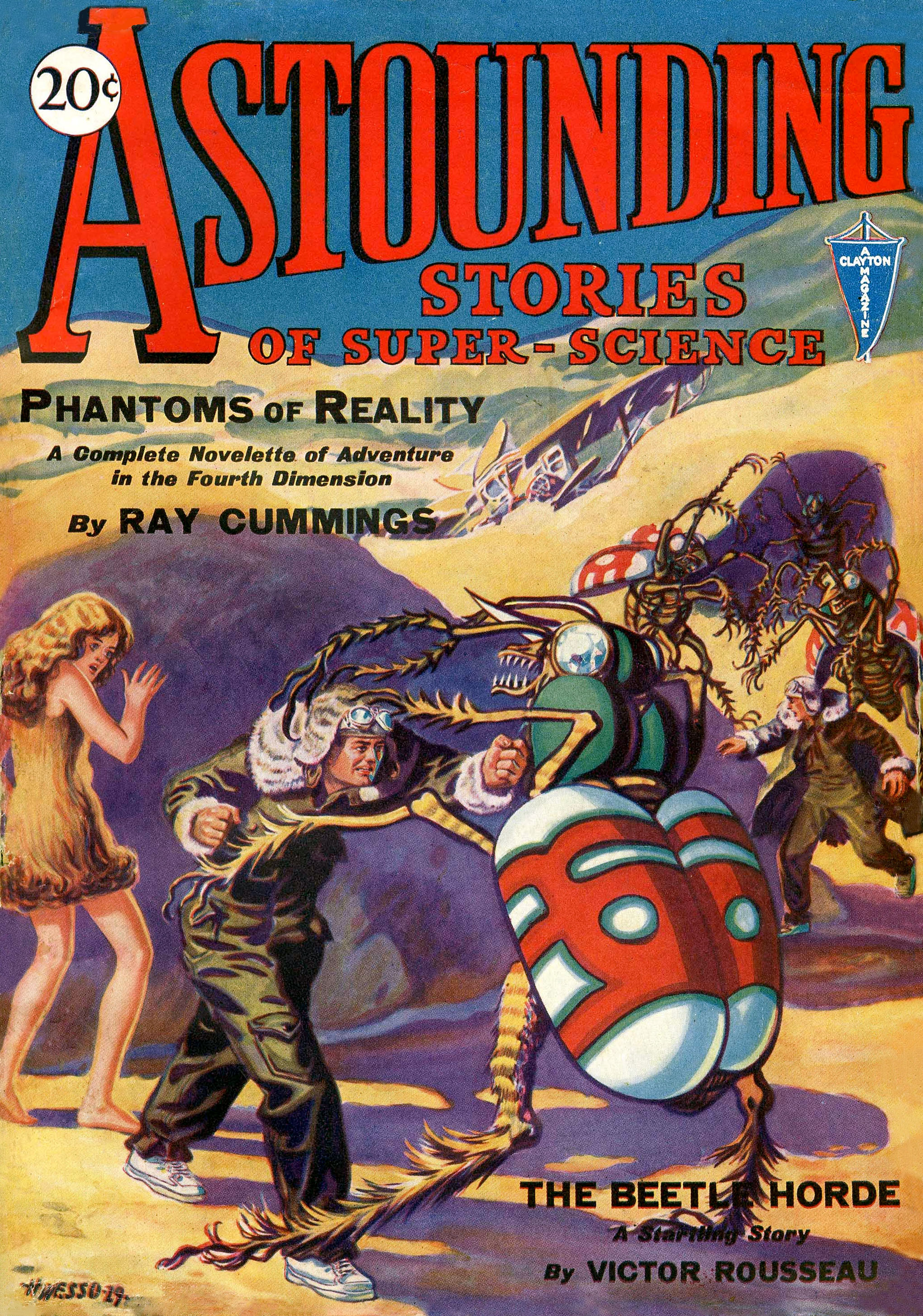
Primer número de la revista Astounding Stories of Super-Science, de Gener de 1930 amb il·lustració de la coberta per Hans Waldemar Wessolowski.

El període dels anys quaranta i cinquanta es denomina sovint l’ Edat d’Or de la Ciència Ficció. Els primers temps de l'Edat d’Or, es reconeixen als Estats Units entre els anys 1938 i 1946,va ser una època durant la qual el gènere de ciència-ficció va guanyar una àmplia atenció pública i es van publicar moltes històries clàssiques de ciència-ficció. En la història de la ciència-ficció, l'Edat d'Or precedeix la ciència-ficció New Wave dels anys seixanta i setanta. Els anys cinquanta són un període de transició en aquest esquema; no obstant això, Robert Silverberg, explica que la dècada dels 50, la veu com l’autèntica Edat d’Or.

### RevistaAnalog (Astounding Stories)
Amb l’aparició el 1937 d’un editor exigent com, John W. Campbell, Jr., a Analog Science Fiction and Fact, coneguda inicialment com Astounding Stories of Science Fiction and Fact, i la publicació dels relats d’escriptors com Isaac Asimov, Arthur C. Clarke i Robert A. Heinlein, la ciència-ficció va començar a guanyar-se la categoria de ficció seriosa.
Campbell va exercir una influència extraordinària sobre l'obra d'aquest grup d'escriptors, configurant així el comandament de la ciència-ficció del moment. Asimov va escriure: "Érem extensions d'ell mateix; érem els seus clons literaris". Sota la direcció de Campbell, entre anys de 1938 – 1950 es coneixeria com l'"Edat d'Or de la ciència-ficció", encara que Asimov assenyala que el terme Edat d'Or s'ha utilitzat de manera més flexible per referir-se a altres períodes de la història de la ciència-ficció. Les directrius de Campbell als seus escriptors incloïen el seu famós dictamen: "Escriu-me una criatura que pensi tan bé com un home, o millor que un home, però no com un home". Va destacar una qualitat d’escriptura superior a la dels editors anteriors, prestant especial atenció al desenvolupament del grup de joves escriptors que s'hi van adherir.
Les aventures en el gènere d’escriptors que no es dedicaven exclusivament a la ciència-ficció també van afegir respectabilitat. Tanmateix, les portades de revistes de monstres amb ulls d’insecte i dones poc vestides van conservar la imatge d’un gènere sensacionalista que només atreia els adolescents. Hi havia un desig públic d'emocions, el desig de la gent de canviar la seva vida avorrida cap al món dels viatges espacials i l’aventura.
Campbell també va contribuir a la difusió i la visibilitat de la religió de L. Ron Hubbard, la coneguda com a Cienciologia. Hubbard va ser considerat un prometedor escriptor de ciència-ficció i un protegit de Campbell, que va publicar els primers articles de Hubbard sobre Dianètica i la seva nova religió. A mesura que avançava el regnat de Campbell com a editor d' Analog, Campbell va prestar més atenció a idees com la de Hubbard, escrivint editorials en suport a Dianètica. Tot i que Analog va continuar tenint una base de fans fidel, els lectors van començar a recórrer a altres revistes per trobar històries de ciència-ficció.

### L'Edat d’Or en altres mitjans

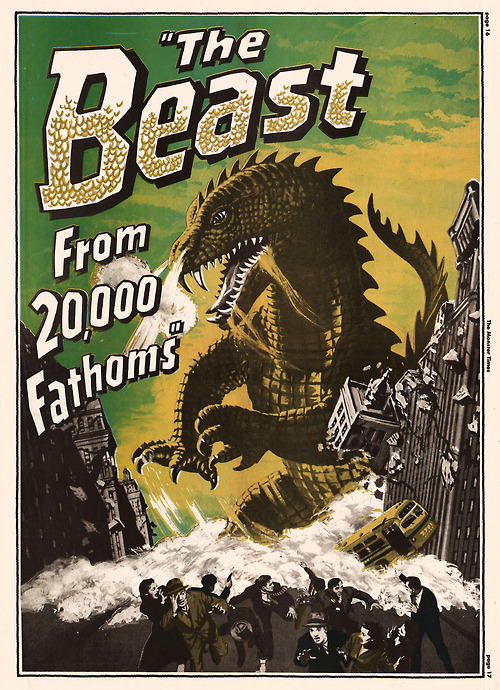
Póster publicitari de la pel·lícula El monstre dels temps remots (1953)

Els escriptors del Segle d'Or de la ciència ficciói van aprofitar els avenços en els efectes especials i el desig del públic d'il·lustrar-se sobre els avenços tecnològics de l’època per crear obres significatives de cinema de ciència-ficció. En conseqüència, les pel·lícules de ciència-ficció es van imposar a la dècada de 1950, produint llargmetratges com Destination Moon, Són elles!, Invasion of the Body Snatchers, Forbidden Planet i moltes altres. Aquestes pel·lícules es basaven en històries que preparaven els escriptors del grup de Campbell. L'enigma d'un altre món es va adaptar a partir d’una història de Campbell: Jack Finney va ser inspirar pel·lícules com Them and Invasion of the Body Snatchers. El film Destination Moon tenia com a font una novel·la de Heinlein. El monstre dels temps remots es va inspirar en una història curta de Ray Bradbury. John Wyndham, amb El dia dels trifids i The Kraken Wakes, també van proporcionar obres rellevants en la història del gènere de l'Apocalipsi i postapocalipsi a la ficció.
La ciència-ficció també havia aparegut en còmics nord-americans com Planet Comics, però es va produir un important pas endavant amb la sèrie d’antologia Weird Science (còmic) i Weird Fantasy, publicada per EC Comics, que incorporava algunes adaptacions d’autors com Ray Bradbury, juntament amb moltes històries originals. Classics Illustrated també havia publicat adaptacions de contes de Wells i Verne.
Al mateix temps, la ciència-ficció va començar a aparèixer en un nou mitjà: la televisió. El 1953 la TV britànica ja va mostrar The Quatermass Experiment, el primer programa rellevant de ciència-ficció, tot i que també es podria qualificar de terror. Als Estats Units es van mostrar herois de ciència-ficció com Captain Video, Flash Gordon i Buck Rogers. Tots programes que s'assemblaven més a la ciència-ficció anterior a Campbell. Aquests espectacles televisius també van veure productes derivats del còmics.

### Final de l'Edat d'Or

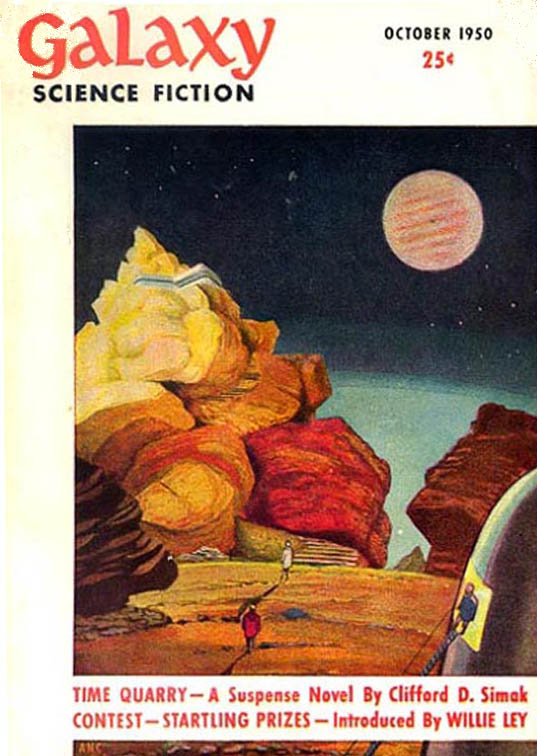
Primer número de la revista Galaxy (1950)

Buscant una major llibertat d’expressió, els escriptors van començar a publicar els seus articles en altres revistes com The Magazine of Fantasy and Science Fiction, la If, i una revifada Amazing Stories. Però una de les revistes que mes acollida va tenir entre en públic va ser Galaxy.
Amb la direcció d'editors com HL Gold i Frederik Pohl, Galaxy va impulsar una forma més literària de ciència-ficció que agafava els fonaments de la literatura més tradicional, i menys insistent en la versemblança científica de les edicions de Campbell. L'ascens de Galaxy va indicar el final de la ciència-ficció de l'Edat d'Or, tot i que la seva majoria d'escriptors van ser capaços d'adaptar-se als canvis del gènere i continuar escrivint. Alguns, però, es van traslladar a altres activitts. Així, Isaac Asimov i altres van començar a escriure temes de ciència gairebé en exclusiva.

## La New Wave i les seves conseqüències

### Editors convencionals
Fins al 1950, les revistes eren l’única manera en què els autors de ciència-ficció podien publicar noves històries. Algunes petites impremtes especialitzades com Arkham House i Gnome Press van publicar llibres de tapa dura, tots reeditats a partir d’històries prèviament publicats en revistes. Amb poques excepcions com les col·leccions Adventures in Time and Space i Treasury of Science Fiction, les principals grans editorials només imprimien Verne i Wells. La majoria dels llibres de gènere es venien per correu des de a partir de la publicitat que s feien en revistes, donat que les llibreries poques vegades incorporaven ciència-ficció.
El 1951, les petites impremtes van demostrar que existia uaa demanda suficient de llibres de ciència-ficció, i van incentivar que les revistes imprimissin columnes de ressenyes periòdiques. Els grans editors,es van atrevir a publicar el subgènere Hard Boiled de novel·la negra detectivesca durant la Segona Guerra Mundial. El primer en entrar al mercat de ciència-ficció va ser Doubleday el 1950, seguida a continuació per Simon & Schuster, Scribner's, Putnam. Van editar fix-ups (novel·les creades a partir de contes) com Les cròniques marcianes, amb versions noves d'històries ja serialitzades i també de ficció original. La demanda d'aquests continguts va créixer a mesura que les impremtes especialitzades van exhaurir l’oferta d’històries d'alta qualitat que es poguessin reimpirmir. Llavors van aparèixer noves revistes de gènere (38 publicacions diferents de ciència-ficció existien als EUA i al Regne Unit el 1953); i revistes de gran tirada com Playboy, Collier's i Esquire van publicar realts del gènere. Destacar A Canticle for Leibowitz de Walter M. Miller Jr., que es va convertir en un èxit de vendes. Per primera vegada, un autor podia escriure ciència-ficció a temps complet. Així Barry N. Malzberg va calcular que escrivint 1.000 paraules al dia guanyaria el doble de la renda mitjana nacional, i Asimov va deixar d'ensenyar a la Boston University School of Medicine després de guanyar més diners com a escriptor.
Les grans tirades i xarxes de distribució de les editorials van reduir els preus i van augmentar la disponibilitat d'exemplars. Però també van desplaçar les petites editorials que l'havien impulsat. Algis Budrys va dir més tard que "ells mateixos dibuixarien el desastre" del boom de ciència-ficció dels anys cinquanta que van ajudar a impulsar. Tot i que les vendes de llibres continuaven creixent, la indústria de les revistes gairebé es va esfondrar, amb l'excepció de nous títols. Es va passar de 23 a mitjans 1957 a sis a finals del 1960. Autors com Heinlein, Clarke, Vonnegut i Bradbury publicaven a través d'editorials convencionals que pagaven sous més alts. Escriptors destacats com Budrys, Miller, Theodore Sturgeon i Robert Silverberg van deixar la indústria.

### Precursors de la New Wave
Samuel Beckett amb The Unnamable i Tot esperant Godot, va influir en la literatura dels anys cinquanta. En el primer títol, es prescindeix de tot sentit de l'espai i del temps. Només queda una veu entre les ganes de continuar existint i les ganes de trobar silenci i l'oblit. HP Lovecraft va ser l'altre escriptor important que va utilitzar el terme "Unnamable" en un títol. Aquí el temps i les paradoxes de causa i efecte esdevenen transcendents. La influència de Beckett en la intel·lectualitat, així com la influència general de l'existencialisme i les batalles legals per publicar llibres classificats llavors com a obscens, van fer que es generès una ciència-ficció més sofisticada, especialment a Gran Bretanya.
William S. Burroughs (1914 – 1997) va ser l'escriptor que finalment va aplegarla ciència-ficció amb les tendències de la literatura postmoderna. Amb l'ajut de Jack Kerouac, Burroughs va publicar Naked Lunch, la primera d'una sèrie de novel·les que utilitzen una tècnica semi-dadaista anomenada Cut-upi amb desconstruccions postmodernes de la societat convencional, apartant la màscara de la normalitat per revelar el no-res. Burroughs va mostrar visions de la societat com una conspiració d’estrangers, monstres, estats policials, narcotraficants i nivells alternatius de realitat. La lingüística de la ciència-ficció es va fusionar amb els experiments del postmodernisme en el pensament de la generació beat.

### La New Wave

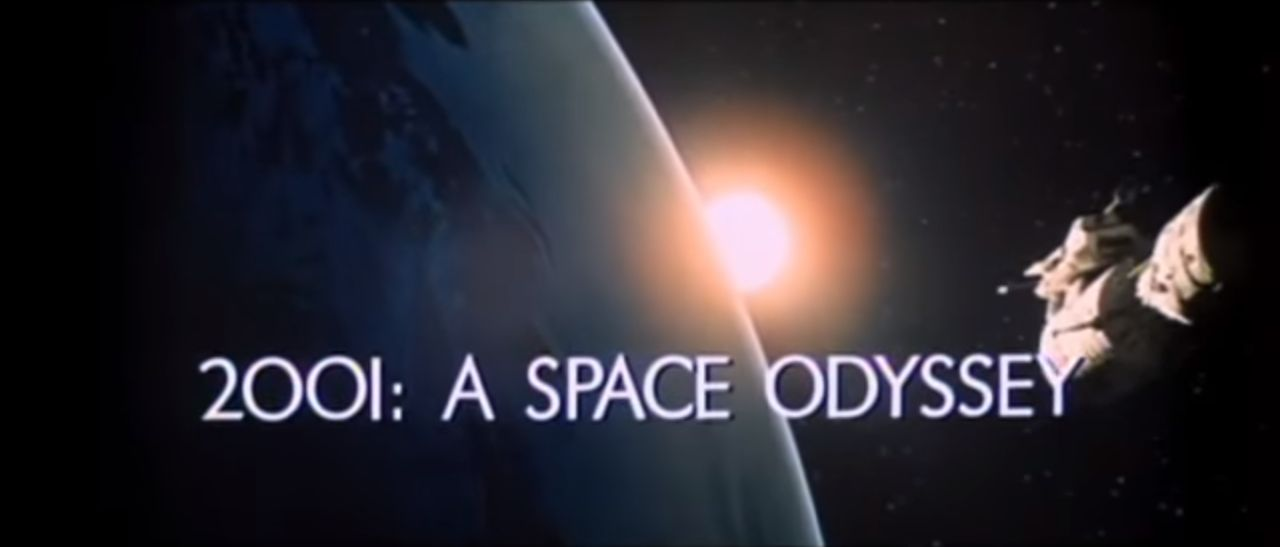
Trailer original de la pel·lícula 2001: Una odisea en el espai (1968), dirigida per Stanley Kubrick.

La New Wave té el seu origen en la revista britànica New Worlds, dirigida per Michael Moorcock que es va publicar des de 1964 fins a 1971. En ella participen alguns dels autors britànics que després serien els referents d'aquest moviment: Brian W. Aldiss, JG Ballard, John Brunner o el mateix Michael Moorcock. Més tard el corrent canviaria de continent per influir poderosament en joves autors nord-americans entre els quals van destacar Robert Silverberg, Thomas M. Disch o Harlan Ellison, qui seria també recopilador de l'antologia de relats breus paradigmàtica de el moviment: Visions perilloses.
Aquest moviment va comptar amb la influència del novel·lista britànic Kingsley Amis que el 1960 va publicar New Maps of Hell, una història literària sobre la ciència-ficció. Aquesta atenció d’un escriptor popular i acceptat va resultar de gran ajuda per la bona reputació de la ciència-ficció. Una altra fita va ser la publicació, el 1965, de Dune de Frank Herbert. Una complexa obra de ficció que presenta intriga política en una futura galàxia, creences religioses místiques i l'ecosistema del planeta desert Arrakis. També hi va ajudar l’aparició de l’obra de Roger Zelazny Lord of Light i The Chronicles of Amber. Ambdues van demostrar que les influències entre ciència-ficció, fantasia, religió i comentaris socials podien ser molt profitoses.També el 1965, la pel·lícula Alphaville, une étrange aventure de Lemmy Caution del director francès Jean-Luc Godard va utilitzar el mitjà de apocalipsi o distòpia per explorar el llenguatge i la societat.
A Gran Bretanya, la generació de 1960 d'escriptors batejada com " New Wave ", experimentava amb diferents formes de ciència-ficció, estenent el gènere cap al surrealisme, el drama psicològic i els corrents principals. La New Wave dels anys 60 es va centrar en la redacció de la revista New Worlds després que Michael Moorcock assumís el control editorial el 1963. William Burroughs va tenir una gran influència. Els escriptors de la New Wave també es creien a si mateixos basant-se en el llegat del moviment artístic francès de la Nouvelle vague. Tot i que la New Wave era en gran part un moviment britànic, hi va haver desenvolupaments paral·lels a la ciència-ficció nord-americana. La relació de la New Wave britànica i nord-americana va quedar clara amb l’antologia original de Harlan Ellison, Dangerous Visions, que presentava escriptors de ciència-ficció, tant nord-americans com britànics, escrivint històries que empenyien els límits del que era acceptable en una revista de ciència-ficció. Isaac Asimov, escrivint una introducció a l'antologia, la va etiquetar com a Segona Revolució, després de la primera revolució que va produir l'Edat d'Or.
La New Wave i els seus contemporanis van posar un èmfasi més gran en l'estil i en una forma més contundent de narrar històries. També van buscar controvèrsia en temes que els escriptors de ciència-ficció més antics havien evitat. Per primera vegada la sexualitat, que Kingsley Amis s'havia queixat que restava gairebé ignorada, va ser considerada seriosament per escriptors com Samuel R. Delany, Ursula K. Le Guin, Norman Spinrad i Theodore Sturgeon.També es va donar veu als problemes polítics contemporanis com la sobrepoblació i l'apocalipsi, explicats en narracions de John Brunner i JG Ballard.
Asimov va assenyalar que la Segona Revolució era molt menys clara que la primera, atribuint-ho al desenvolupament de les antologies, que va fer que les històries més antigues tinguessin més protagonisme. Però diversos escriptors de l’Edat d’Or van canviar el seu estil a mesura que es va corroborar l'èxit de New Wave. Robert A. Heinlein va passar de les històries futuristes de Campbell a obres de ficció d'aventures i sexualment explícites, en particular Stranger in a Strange Land i The Moon Is a Harsh Mistress . Isaac Asimov va escriure obres a l'estil New Wave amb Fins i tot els déus. Molts altres també van continuar amb èxit a mesura que els estils van canviar.
Les pel·lícules de ciència-ficció es van inspirar en els canvis del gènere. 2001 Una odissea de l'espai i La taronja mecànica de Stanley Kubrick van donar forma visual als canvis d'estil. Una infinitat d'altres pel·lícules com THX 1138 i Soylent Green, van representar un futur distòpic.
Ursula K. Le Guin extrapolaria canvis socials i biològics de naturalesa antropològica. Philip K. Dick exploraria la metafísica de la ment en una sèrie de novel·les que rarament semblaven dependents del seu contingut de ciència-ficció. Le Guin, Dick i altres com ells es van associar més al concepte de ciència-ficció suau que a la New Wave.
La ciència-ficció suau es distingia de la ciència-ficció dura en que abodaba temes de les ciències socials com l'antropologia, sociologia o psicologia, en lloc dels temes científico-tècnics de la ciència-ficció dura. I, per altra banda no pretenia ser científicament precisa ni rigorosa com la seva oponent.
Tot i que la versemblança científica havia estat un principi central del gènere des de Gernsback, escriptors com Larry Niven i Poul Anderson van donar una nova vida a la ciència-ficció dura, elaborant històries amb un estil d’escriptura més sofisticat i protagonistes profundament caracteritzats, conservant un alt nivell de rigor científic.

## Ciència-ficció als anys vuitanta

### Ciberpunk

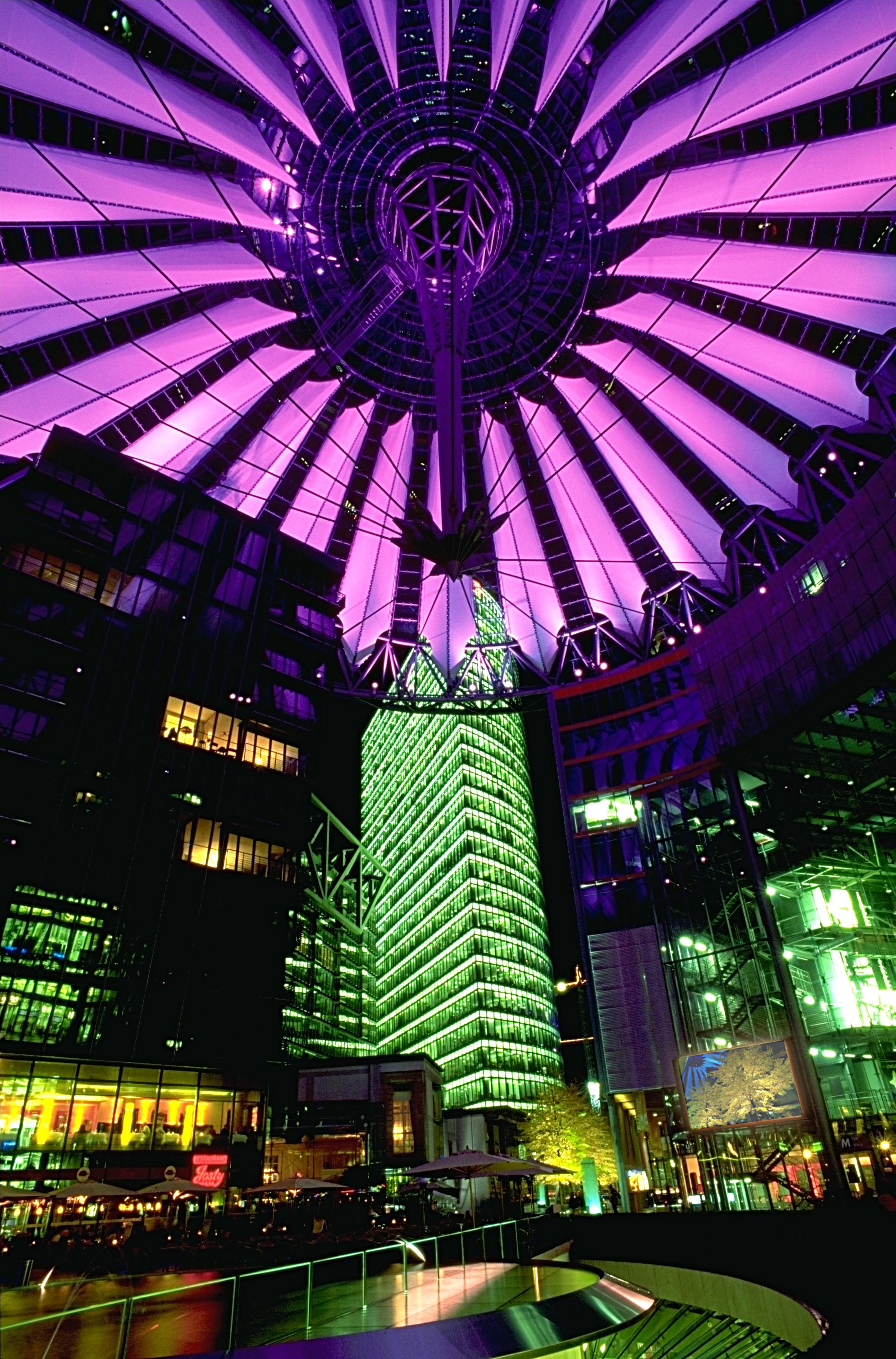
Sony Center de Berlin. Obert el 2000, se l'ha descrit com un exemple d'estètica ciberpunk

A principis dels anys vuitanta, el mercat de la fantasia era molt més gran que el de gairebé tots els autors de ciència-ficció. La New Wave s'havia esvaït en el panorama de ciència-ficció. A mesura que les noves tecnologies de la informàtica personal van esdevenir una part integral de la societat, els escriptors de ciència-ficció van sentir la necessitat de fer declaracions sobre la seva influència en el panorama cultural i polític.
El moviment Ciberpunk es va desenvolupar a principis dels anys 80 a partir de les avanços tecnològics i científics de la intel·ligència artificial i cibernètica, juxtaposats amb un cert grau de canvi radical en l'ordre social. Gran part del ciberpunk té les seves arrels en el moviment de ciència-ficció New Wave dels anys seixanta i setanta, quan escriptors com Philip K. Dick, Roger Zelazny, John Brunner, JG Ballard, Philip José Farmer i Harlan Ellison van examinar l'impacte de la cultura de les drogues, la tecnologia, i la revolució sexual tot evitant les tendències utòpiques de la ciència-ficció anterior.
Autors del ciberpunk com William Gibson es van desviar de l’optimisme tradicional i del suport al progrés de la ciència-ficció tradicional. Neuromancer (1984) de Gibson, va anunciar el moviment ciberpunk al món literari oficial i va tenir un èxit comercial enorme. Altres escriptors clau del moviment van ser Bruce Sterling, John Shirley i més tard Neal Stephenson. Tot i que el Ciberpunk es combinaria amb altres estils de ciència-ficció, al principi semblava haver-hi alguna noció de puresa ideològica. John Shirley va comparar el moviment Ciberpunk amb una tribu.
Durant la dècada de 1980, es va produir un gran moviment de treballs de manga i anime ciberpunk al Japó. El mes notable és el manga Akira del 1982 i la seva adaptació cinematogràfica del 1988 Akira (pel·lícula). L'anime Megazone 23 del 1985 i el manga Ghost in the Shell del 1989 que també van ser adaptats al cinema Ghost in the Shell el 1995.

## La ciència-ficció contemporània

Pluja digital o codi màtrix o pluja verda de la pel·lícula Matrix.

La ciència-ficció contemporània ha estat marcada per la difusió del ciberpunk a altres pensaments i ideologies. El ciberpunk ja no és una tribu gueto dins de la ciència-ficció, sinó una part integral del camp les interaccions amb altres moviments, que han estat el tema principal de la ciència-ficció al començament del segle xxi.
El ciberpunk ha influït en el cinema, en obres com la sèrie Johnny Mnemonic i The Matrix, en anime com Akira i Ghost in the Shell i en videojocs, amb les sèries Deus Ex i Metal Gear. Aquesta entrada del ciberpunk a la cultura dominant ha conduït a la introducció de motius estilístics del ciberpunk a les masses, particularment a l'estil de la moda ciberpunk. També ha conduït a altres desenvolupaments, com ara Steampunk: un subgènere de ciència-ficció i fantasia que incorpora dissenys tecnològics i estètics inspirats en maquinària industrial de vapor del segle xix. El Dieselpunk, combina l'estètica de la tecnologia basada en dièsel d’entreguerres fins a la dècada de 1950 amb tecnologia retro-futurista i sensibilitats postmodernes.
Els temes emergents a la dècada de 1990 incorporen qüestions mediambientals, les implicacions d'Internet global i l'univers de la informació en expansió, qüestions sobre biotecnologia i nanotecnologia, així com un interès post- guerra freda per les societats de postescassetat; The Diamong Age de Neal Stephenson explora exhaustivament aquests temes. Les novel·les de la saga Vorkosigan de Lois McMaster Bujold van tornar a posar en relleu la història impulsada pels seus personatges.
La dependència del ciberpunk en la ciència-ficció del futur proper s'ha aprofundit. A la novel·la de William Gibson del 2003, Pattern Recognition, és la història és un relat ciberpunk explicada en el present, amb límit final de l'extrapolació del futur proper.
Les idees de Cyberpunk s'han estès en altres direccions. Els escriptors de les space opera han escrit treballs amb motius ciberpunk, com les sèries Kiln People de David Brin i la sèrie Fall Revolution de Ken MacLeod. Aquesta fusió dels dos fils de ciència-ficció dispars als anys vuitanta ha produït una literatura extrapolacional en contrast amb les històries tecnològiques explicades en el present.

## Ciencia ficció a Catalunya
La literatura catalana compta amb una llarga tradició en el gènere de ciència-ficció que és fruit de la pròpia evolució de la literatura catalana a finals del XIX amb les moviments del Romanticisme i la Renaixença i l'impacte de les pràctiques literàries que arriben de l'exterior, particularment de França. Autors d’escriptors catalans han arribat a la categoria d’obres mestres del gènere. Antoni Munné-Jordà ha estat un investigador i promotor del gènere i va prepar el 2006 la primera Bibliografia catalana de ciència-ficció i fantasia, 1873-1973 Entres les mes rellevants destaquen les Cròniques de la veritat oculta (1954) de Pere Calders; Les Històries naturals de Joan Perucho; i Mecanoscrit del segon origen (1974) de Manuel de Pedrolo.

### Inicis a finals del XIX
La ciència-ficció va entrar en el domini de la llengua catalana a finals del segle xix. Alguns títols destacats d’aquell període són els relats breus La darrera paraula de la ciència (1875), una paròdia del Frankenstein de Mary Shelley de Joan Sardà Lloret. També El moviment continu (1878) d'Antoni Careta Vidal, sàtira de la recerca de la màquina de moviment perpetu. I El radiòmetre (1880) de Joaquim Bartrina i Narcís Oller, sobre els perills de transgredir certs principis científics. La primera traducció d'Edgar Allan Poe i Bret Harte, es va titular Noveletas escullidas de Edgart Poe y Bret Harte (1879), que incloïa L'home girafa, Lo gat negre, i el breu assaig génessis del poema Lo corb. L'Atlàntida (1877) de Verdaguer compta amb algunes influències de Verne, set anys deprés de que publiques Vint mil llegües de viatge submarí. Algunes obres escèniques influïdes per Jules Verne, com De la terra al sol (1879) de Narcís Campmany i Joan Molas. Quinze dies a la lluna (1890) de Juli Francesc Guibernau i Planas (conegut com C Gumà); i L'any 13.000 (1893) de Miquel Figuerola Aldrofeu també van arribar a ser força populars.

### 1900-1939: El mirall internacional
A principis del segle XX la ficció catalana va estar influïda per l'obra del cineasta pioner de Catalunya, Segundo de Chomón (1871-1929). Juntament amb el dramaturg Adrià Gual (1872-1943). De Chomón va iniciar la tradició cinematogràfica fantàstica catalana amb títols com Magatzem d'invents (1905) i Física diabòlica (1911). Aquests treballs els va programar per a la sucursal barcelonina de Pathé Films que ell mateix va fundar, i com a delegat de Star Films de Georges Méliès. Aquesta tradició cinematogràfica continua viva avui en dia amb directors catalans com Jaume Balagueró (1968-) i Juan Antonio Bayona (1975-).
Durant el primer terç del segle xx, les narracions breus en català sobre ciència-ficció es van multiplicar i van tractar temes diversos: L'ull acusador (1905) d'Antoni Careta (1834-1924) tracta una tècnica suposadament funcional per imprimir les imatges d’un assassí capturades pels ulls de la seva víctima. Una resurrecció a París (1908) de Diego Ruiz narra un experiment per mantenir el cor d'una persona morta batent. Frederic Pujulà escriu Homes artificials (1912), considerada per alguns la primera obra de ciència-ficció en català. Com va caure la Marta Clarissa (1919) de Joan Santamaria, autor de contes gòtics i fantàstics influenciats per Poe, s'endinsa en una història sobre un dispositiu antigravetat. Amb El llamp blau (1935) Joaquim Maria de Nadal (1883-1972) se centra en una màquina per controlar els llamps. Els habitants del pis 200 (1936) d'Elvira Augusta Lewi (ca 1910-1970) exposa un conte d'anticipació sociològica. Tres arguments (1938) de Francesc Trabal (1889-1957) transmet una atmosfera surrealista. També trobem històries d’anticipació que fan servir el dispositiu literari del somni profètic com Un somni (1906) de Manuel de Montoliu i La fi del món a Girona (1919) de Joaquim Ruyra (1858-1939).
En aquest primer període, la ciència-ficció es pot trobar no només en la novel·la breu, sinó també en el drama. A vegades una mica descarat. L'escudellòmetre (1905) de Santiago Rusiñol (1861-1931) presenta una màquina que podria resoldre definitivament el problema de la fam. Un somni futurista espatarrant (1910) de Pompeu Gener i Babot (1846-1920) tracta d'una revolució còsmica. Temps ençà ... temps enllà (1926) d'Ambrosi Carrión i Juan (1888-1973) i Enric Lluelles (1885-1943) se centra en els viatges en el temps. Molock i l'inventor (1930), també de Carrion, imagina la invenció de l'explosiu 'definitiu'. Mentre que Les gàrgoles de la catedral (1935) de Lluís Masriera connecta amb Brave New World de Huxley (1932).
La ciència-ficció es va anar desenvolupant en català gràcies a la influència de la traducció, que barrejava novetats de ficció amb la literatura victoriana. Les obres de ciència-ficció traduïdes al català al primer terç del segle XX son: Urània de Camille Flammarion (1903), L'Home que no es veu de HG Wells (1908), una selecció de ficció curta de Nathaniel Hawthorne (1908), l'obra RUR de Karel Čapek (1928), Ella de H Rider Haggard (1931) i la novel·la de Robert Louis Stevenson El cas misteriós del Dr. Jekyll i Mr. Hyde (1934); a banda de les novel·les més venudes de Jules Verne i altres autors francesos.
Una gamma creixent del gènere Fantastika sobre fantasia i ficció d'origen rus, va començar a fer-se evident al voltant d’aquesta època a la novel·la literària catalana. Els títols mes rellevants són El gegant dels aires [1911] i L'extraordinària expedició d’en Jep Ganàpia (1922) de Josep M Folch i Torres (1880-1950). A Les aventures inspirades en Jules Verne. A Homes artificials (1912) de Frederic Pujulà i Vallés (1877-1893), es narra la creació al laboratori de diversos homínids. La vida del món (1925) de Clovis Eimeric se centra en una expedició al Sol que provoca una catàstrofe a la Terra. L'illa del gran experiment (1927) d'Onofre Parés (1891-?) explica un experiment científic i social per aterrar la Lluna entre 1950 i 2000, mentre que Retorn al sol (1936) de Josep M Francès i Ladrón de Cegama (1891-1966) tracta d'una societat subterrània fundada pels supervivents d'un futur conflicte mundial.

### 1940-1950: Trencament i lenta recuperació
Malaurdament, just quan el segell de ciència-ficció es consolidava als Estats Units per definir un nou gènere nascut amb la nova societat tecno-científica del segle xx, la Guerra Civil espanyola (1936-1939) va destruir el moviment creat en la ficció catalana al voltant del gènere de Fantastika. Molts dels autors actius abans de la guerra es van veure obligats a exiliar-se i es va destruir la memòria popular de la producció de ciència-ficció, la qual va esdevenir subversiva. Un oasi dins la penúria del moment suposa l'aparició de dibuixants de còmic de comuniquen mons imaginaris i el que es coneix com a tecnologia percebuda que van tenir un èxit rellevant. Boixar (1917-1960), pseudònim de Guillermo Sánchez Boix, va ser un dels grans mestres del dibuix i del guió com a còmics bèl·lics,i en sèries com El Mundo futuro o Hazañas Bélicas. Tomás Marco Nadal també va ser un dibuixant que va treballar a l'estranger amb sèries com El aventurero del espacio i, més tard, amb El capitan Trueno amb editorial Bruguera.
Només a partir del 1953, catorze anys després del final de la guerra, es van poder publicar volums de contes fantàstics de tres autors significatius anteriors: Manuel de Pedrolo, Antoni Ribera (1920-2001) i Joan Perucho (1920-2003) que aviat es convertirien en autors destacats. Amb la tècnica de Lovecraft, Joan Perucho va incorporar elements del gòtic i la fantasia en llibres com El llibre de cavalleries (1957) i Les històries naturals (1960). Pere Calders (1912-1994), exiliat a Mèxic, va publicar L'espiral (1956), una història d'anticipació dirigida contra la cursa d'armaments. Demà, a les tres de la matinada (1959), narrava una expedició a la Lluna.

### 1960-1970: Consolidació
Als anys seixanta i setanta, es va produir una lenta consolidació del gènere, fins a arribar al seu clímax amb el “Mecanoscrit” de Pedrolo. Altres exemples destacats de novel·les catalanes dels anys seixanta del segle passat són El misteri de Clara (1962) de Ferran Canyameres i Casamada (1898-1964), un conte sobre la reproducció artificial. La gesta d'en Pamoressi (1964), és un conte sobre la Teoria intraterrestre d'Antoni Muset i Ferrer (1892-1968). El gran xoc (1965) de Nicolau Rubió i Tudurí (1891-1981), narra la història en el marc del subgènere de la catàstrofe. Pere Verdaguer (1929-) amb El cronomòbil (1966), un conte de viatges en el temps, i El mirall de protozous (1969) son també obres rellevants. D'Avel·li Artís-Gener trobem les Paraules d'Opòton el vell (1968), una ucronia relativa al descobriment d'Europa pels nord-americans. Sebastià Estradé i Rodoreda (1923-2016) va introduir el 1967 el subgènere Space opera que avui anomenaríem lectura juvenil per adults amb títols com Més enllà no hi ha fronteres (1967), i Més enllà del misteri (1970).
Pel que fa a la ficció breu es important l'aparició de Tele-Estel (1966-1970) la primera revista (setmanal) en català, autoritzada pel règim franquista. Hi van col·laborar: Pere Calders, Antoni Ribera, Lluís Busquets i Grabulosa (1947-), Màrius Lleget, J Ministral, Pere Verdaguer i JB Xuriguera (1908-1987). Els articles de Ribera, Lleget i Sebastià Estradé van constituir un primer intent per establir el Fandom català. El teatre català també va oferir un grapat d’obres de teatre en aquest període: Llibre dels retorns (1957), que tracta de transgressions temporals d’Antoni Ribera; Calpúrnia (1962), sobre un robot espia, d'Alfred Badia i Gabarró (1912-1994), i Tot enlaire  (1970), centrat en un agent interplanetari, de Jaume Picas i Guiu (1921-1976).
A finals de 1968 es crea la Primera Setmana Internacional de Cinema Fantàstic i de Terror de Sitges que a partir de 1971 rep el nom de Festival de Cinema Fantàstic de Sitges, seguint en peu avui dia.

### 1970-1980: Esplendor ambMecanoscrit

Sèrie de ciencia ficció de TV3 basada en l'obra Mecanoscrit del segón origen de Manuel de Pedrolo

La dècada de 1970 va generar un important grup d'escriptors de ciència-ficció en català. Així trobem escriptors com Aurora Bertrana (1892-1974) amb La ciutat dels joves (1971), una utopia futurista. Les novel·les de Llorenç Villalonga i Pons (1897-1980) Introducció a l'ombra (1972), sobre dimensions desconegudes. Andrea Víctrix (1974), una distopia imitant Brave New World. També la distopia mediàtica de L'enquesta del Canal 4 (1973) d'Avel·lí Artís-Gener (1912-2000); ó Àngela i els vuit mil policies (1974) de Maria-Aurèlia Capmany (1918-1991), utopia inspirada en l'activista política Angela Davis (1944-). Anna Murià (1904-2002) amb La finestra de gel (1974) ens introduirià a la criogènesi. Pere Verdaguer amb La vedellada de Mister Bigmoney (1975, i Trajecte final (1975) de Manuel de Pedrolo son exemples d'un grup destacat d'escriptors catalans de ciència-ficció que introdueixen definitivament la narrativa contemporània a Catalunya. El seu Mecanoscrit del segon origen (1974) ha esdevingut l'obra de ciència-ficció amb major projecció nacional i internacional. Ens explica la relació de dos joves l'Alba i en Dídac, de 14 i 9 anys, respectivament, que viuen en un poble de Catalunya anomenat Benaura. Esdevenen els únics supervivents a la Terra després que uns alienígenes eliminin pràcticament tota la humanitat. En Dídac és atacat per uns nois del poble perquè és negre. Quan el Didac cau a l'aigua, i l'Alba s'hi llança per a salvar-lo. Llavors apareixen uns plats voladors que ho destrueixen tot, però ells se salvaran perquè són dins l'aigua i començaran una nova vida. L'obra va tenir un gran èxit de públic, sobretot en l'àmbit juvenil L'obra es divideix en sis capítols, els quals els cinc primers s'anomenen Quaderns i el breu darrer es titula «És l'Alba la mare de la humanitat actual?». TV3 la va portar a la televisió en format sèrie el 1985 amb el nom Mecanoscrit del segon origen sota la direcció de Ricard Reguant i Molinos. El 2015 Bigas Luna i Carles Porta la van portar al cinema com a Segón Origen. A les acaballes d'aquesta dècada Montserrat Julió (1929-) escriurà Memòries d’un futur bàrbar (1975) que serà una mostra mes d'aquest grup exitòs dels setanta.
El català va anar aixecant la seva prohibició en els anys posteriors a la mort de Franco el 1975, coincidint amb l'arribada de la democràcia a Espanya en el període conegut com a Transició. Pedrolo va aportar nous objectius amb les novel·les Aquesta matinada i potser per sempre (1980) i Successimultani (1981), sobre universos paral·lels i viatges en el temps. Pere Verdaguer va publicar Nadina bis (1982), L'altra (1983) i Quaranta-sis quilos d'aigua 1983), abandona la certesa de la ciència clàssica a imitació dels axiomes de les matemàtiques modernes. Per la seva banda, Joaquim Carbó (1932-) va publicar l’apocalíptic Calidoscopi de l’aigua i del sol (1979).
Els escriptors catalans més joves de la següent generació es van implicar en la popularització de la ciència-ficció mitjançant antologies com Lovecraft, Lovecraft! (ant 1981) i esforços individuals com la col·lecció de contes breus que subverteixen el gènere Qualsevol-cosa-ficció (coll 1976) de Josep Albanell (1945-), o la novel·la Grafèmia (1982) de Margarida Aritzeta (1953-) sobre l'obstrucció de l'escriptura. El public juvenil va poder gaudir d'obres com La Principal del Poble Moll any 2590 (1981) de M Dolors Alibés i Riera (1941-2009), sobre viatges en el temps; i El secret del doctor Givert (1981) d'Agustí Alcoberro (1958-), sobre robòtica. Josep M Benet i Jornet (1940-) amb Taller de fantasia, i Helena a l'illa del baró Zodíac (1977) sobre un metge boig, i La nau (1977), sobre el grup de la generació starship son una mostra eixtosa de la ciència-ficció adaptada al teatre. Altres obres destacades van ser L'abominable home de la Neus de Josep Maria González Cúber (1976), que tracta de trasplantaments de cervell, i les obres col·lectives de la companyia de teatre d'avantguarda Els Joglars: M-7 Catalònia (1978), Laetius (1980) i Olimpic Man Movement (1981).

### 1980-2000: Renovació generacional

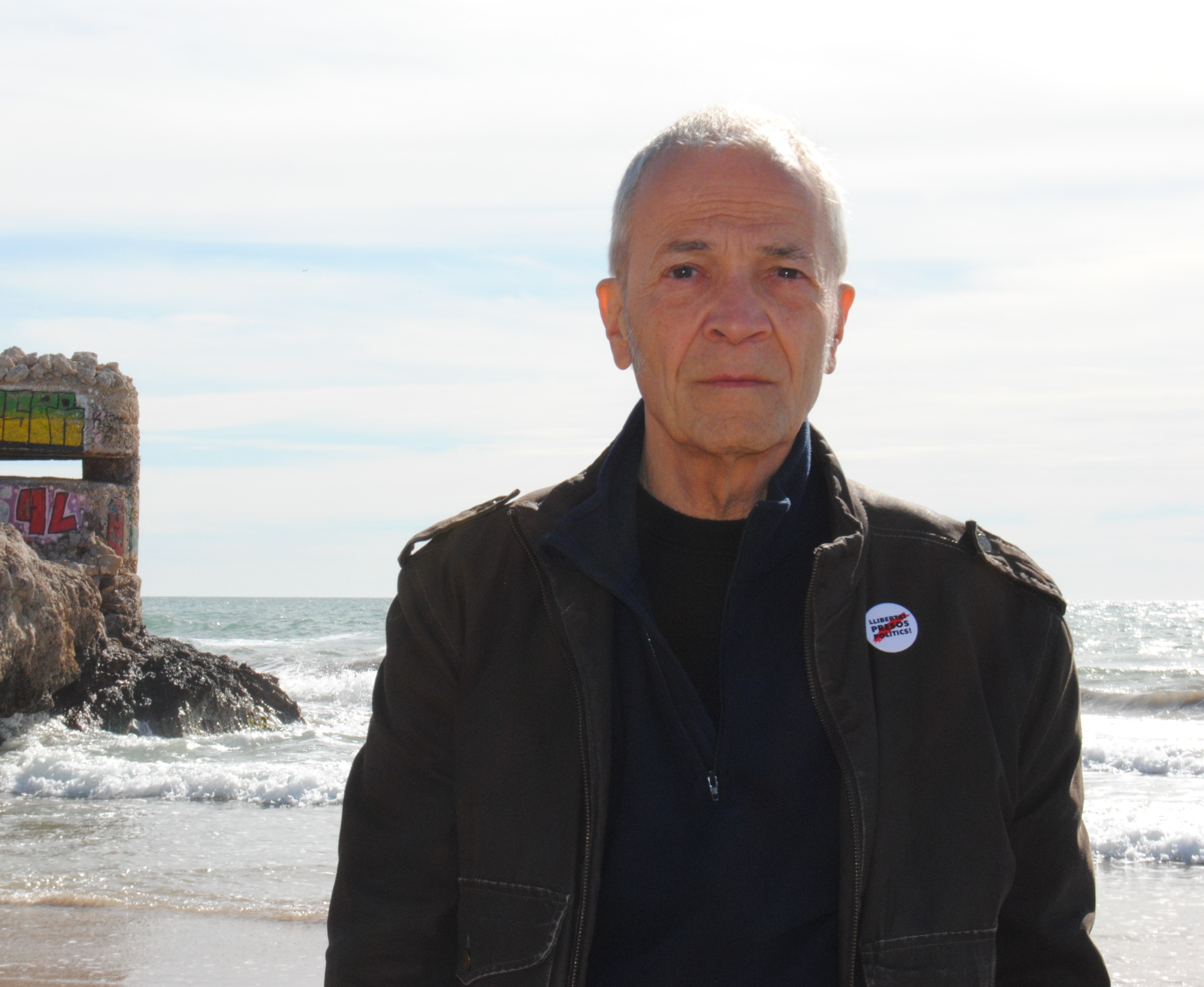
Antoni Munné-Jordà a la platja del Far a Vilanova i la Geltrú (2019)

El 1980 es genera un nou projecte editrial encapçalat per Ramon Ruiz Bruy i Jaume Bonaventura amb el nom de Pleniluni edicions amb l'objectiu d'impulsar la ciència-ficció en català. Quatre anys més tard es fundaria la col·lecció 2001-Ciència-ficció dins aquesta editorial, especialitzada en la traducció dels clàssics. Es van publicar en català uns 26 títols entre 1984 i 1991 d'autors com Isaac Asimov, Joanna Russ Ray Bradbury, entre d'altres. Per primer cop es podia gaudir de les obres cabdals de la ciència-ficció mundial en llengua catalana.
Rosa Fabregat i Armengol (1933-) va publicar una novel·la indispensable sobre la reproducció artificial, Embrió humà ultracongelat núm. F-77 (1984), seguida de Pel camí de l'arbre de la vida (1985). Montserrat Galicía, especialitzada en literatura juvenil per adults va començar la seva carrera amb l’aventura espacial PH1A Copèrnic (1984). En el mateix sentit, Xavier Borràs (1956-) cultivava el mateix públic amb Manduca atòmica (1984). L’any següent es va publicar una col·lecció essencial de contes: Essa efa (coll 1985), i la primera antologia que analitzava la ciència-ficció en català: Narracions de ciència-ficció editada per Antoni Munné-Jordà (1948-).
A finals dels anys vuitanta i noranta es van superposar dues generacions. Autors literaris sèniors com Pere Calders, Avel·lí Artís-Gener i Joan Perucho continuaven en actiu. Antoni Ribera va publicar, entre d'altres, El dia dels mutants (1992); Sebastià Estradé va escriure A l'espai no hi volem guerra (1993) i Quan tornis, porta una mica de pluja (1996), mentre que Pere Verdaguer escriu Àxon (1985), La dent de coral (1985), La gosseta de Sírius (1986) i l' Arc de Sant Martí (1992). Membres de la generació anterior van publicar nous treballs, com L’implacable naufragi de la pols (1987) de Josep Albanell, Barcelona 2080 (1989) i El parc del terror (1996) de Víctor Mora. Entre els autors més joves, Ricard de la Casa Pérez (1954-) publica Més enllà de l'equació QWR (1992) i Sota problema (1996); Xavier Duran escriu Traficant d'idees  (1994) i Jordi Solé i Camardons (1959-), Els silencis d'Eslet (1996). La jove literatura catalana de ciència-ficció va continuar expandint-se amb Robòtia (1985) i L'esquelet de la balena (1986) de David Cirici i Alomar (1954), Lior (1995) de Núria Pradas (1954-) i la trilogia de Montserrat Canela Deserts asteroidals (1997-1999).Alhora cal destacar la significativa aportacíó d'escriptors de gènere fantàstic al País Valencià.
Els anys noranta també van ser una dècada en què es van establir nous premis de ciència-ficció com el Juli Verne d'Andorra, el Premi UPC (1991-) i el Premi Manuel de Pedrolo (1997-). També el 1997 es va establir la Societat Catalana de Ciència-ficció i Fantasia (SCCFF) amb l'objectiu d'unir el Fandom català.

### Els 2000 en endavant
L’any 2000 va generar un impuls renovat per la ciència-ficció en català amb els inicis de la sèrie Ciència-ficció publicada per Pagès Editors i dirigida per també per Munné-Jordà. El 2002, l'enorme popular La pell freda (2002) d'Albert Sánchez Piñol (1965-) va promoure novament la ciència-ficcio catalana a nivell internacional, després del Mecanoscrit. L’antologia de Víctor Martínez Gil Els altres mons de la literatura catalana (2004) portarà el fantàstic català a un ampli públic lector.
En l’actualitat, autors de ciència-ficció més veterans, com Montserrat Galícia (1947-), continuen mantenint la seva carrera professional i, els nous escriptors el gènere ja no resten en un apartat marginal. La llista de novel·les destacables és llarga: Testimoni de Narom (2000) de Miquel Barceló (1957-), El cant de les dunes (2006) de Jordi de Manuel (1962-), El cogombre sideral (2000) de Sebastià Roig (1965-), Hipnofòbia (2012) de Salvador Macip (1970 -), Les cartes de Nèxiah (2009) de Jordi Navarri i Ginestà (2009), La febre del vapor (2011) de Jordi Font-Agustí (1955-), La mutació sentimental (2008) de Carme Torras (1956-), L'any de la plaga (2010) de Marc Pastor (1977-), El visitant de Joan Marcé (2015), Sírius 4 (2012) d'Alfons Mallol Garcia (1980-), El somriure d'un eco de Jordi Gimeno (2013) o Una apocalipsi i una truita de patates (2020) d'Oscar Pardo en són una mostra. Finalment, la dècada del 2000 també va aparèixer nous fanzines com Miasma (2006-2008) i les encara publicades Catarsi, La lluna en un cove i Les males herbes, totes fundades el 2009.

### Catalunya
- VVAA. Futurs imperfectes. Antologia.  Planeta, 2013, p. 152. ISBN 9788415192824.
- Martínez-Gil, Victor. Els altres mons de la literatura catalana: antologia de narrativa fantàstica i especulativa.  Galàxia Gutenberg, 2004, p. 717. ISBN 9788467209204.
- Munné-Jordà, Antoni. Narracions de ciència-ficció. Antologia.  Edicions 62, 1985, p. 172. ISBN 8429723730.

- Roig, Sebastià; Benejam Fusco, Lluís. Els malsons dels nostres avis: el terror i el fantàstic a Catalunya (1900-1936).  Dux, 2006. ISBN 84-934590-1-1.
- Roig, Sebastià. El futur dels nostres avis.  Diputació de Girona, 2012, p. 187. ISBN 978-84-96747-90-6.